# قائمة أجناس الديناصورات

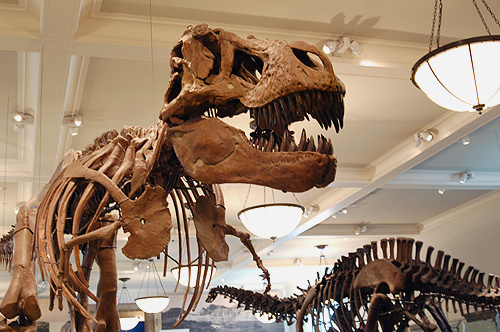
هياكل عظمية للتيرانوصور (يسار) وللأپاتوصور (يمين) في المتحف الأمريكي للتاريخ الطبيعي.

قائمة الديناصورات هذه قائمة شاملة لكل الأجناس التي تم تضمينها في الرتبة العليا ديناصوريا، باستثناء طائفة الطيور (الطيور، سواء الحية أو تلك المعروفة من الحفريات فقط) والمصطلحات العامية الصرفة.

## أ

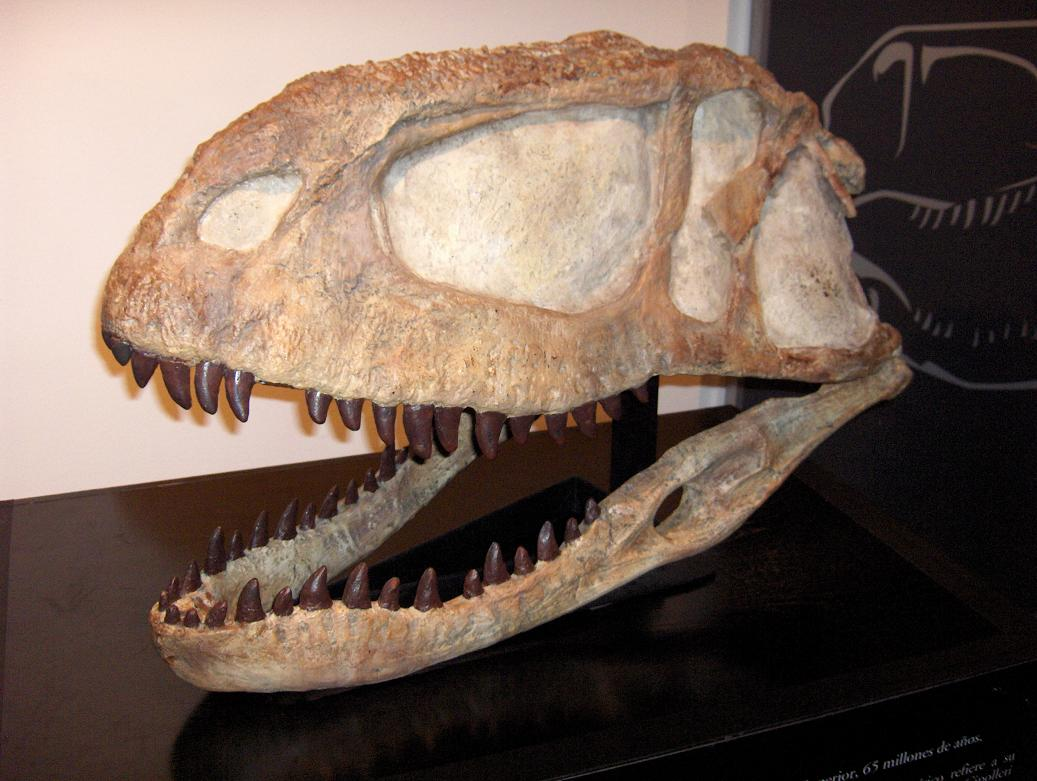
جمجمة أبليصور.

- Aachenosaurus – قطعة من الخشب المتحجر
- Aardonyx
- عبد الله صور – اسم مُجرَّد، يُحتمل أنه جيرافاتيتان
- أبليصور
- أبريكتوصور
- أبروصور
- Abydosaurus
- أكانثوفوليس
- أخيلوصور
- أكيرورابتور
- عظاءة أخيل
- أخيلوبيتور
- Acristavus
- أكروكونثوصور
- Acrotholus
- Actiosaurus – a کورستوديرا
- Adamantisaurus
- Adasaurus
- Adelolophus
- Adeopapposaurus
- إيجيپتوصور
- Aeolosaurus
- سحلية شامخة
- Aerosteon
- Aetonyx – possible junior synonym of طويل الفقار
- أفرافونيتر
- Agathaumas - possible synonym of ترايسيراتوپس
- Aggiosaurus – a metriorhynchid تمساحي
- أغيليصور
- Agnosphitys
- عظاءة المروج – يُحتمل أنه junior synonym of عظاءة سنخية الأسنان
- Agujaceratops
- Agustinia
- Ahshislepelta
- Airakoraptor - اسم مُجرَّد
- زاحفة هيوان
- Ajkaceratops
- ألاموصور
- Alaskacephale
- Albalophosaurus
- Albertaceratops
- Albertadromeus
- Albertonykus
- ألبرتوصور
- Albinykus[1]
- Albisaurus – زاحف غير ديناصوري
- Alcovasaurus
- Alectrosaurus
- Aletopelta
- Algoasaurus
- أليوراموس
- Aliwalia – junior synonym of Eucnemesaurus

- ألوصور
- Alnashetri
- Alocodon
- Altirhinus
- Altispinax
- عظاءة ألفاريز
- ألوالكريا
- الكساسورس
- عظاءة أمارغا
- Amargastegos
- Amargatitanis
- عظاءة الأمازون
- أنشيصور
- أمپيلوصور
- أمفيسيلياس

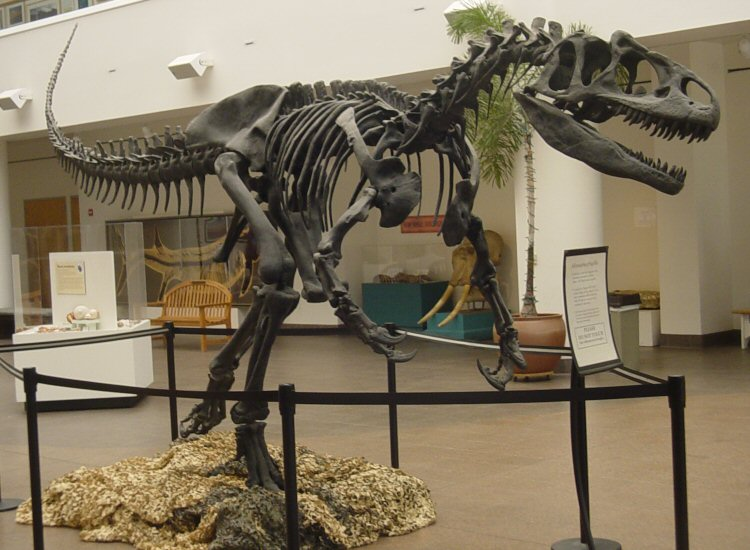
هيكل عظمي للألوصور.

- Amphicoelicaudia – اسم مُجرَّد؛ يُحتمل أنه Huabeisaurus
- أنشيصور – القانون الدولي للتسمية الحيوانية name, now known as أنشيصور
- Amtocephale
- Amtosaurus – يُحتمل أنه Talarurus
- Amurosaurus
- Amygdalodon
- Anabisetia
- Anasazisaurus
- أناتوتيتان – junior synonym of إدمونتوصور
- أناتوتيتان – junior synonym of إدمونتوصور
- Anchiceratops
- قريب الطير
- أنشيصور
- عظاءة الأنديز
- Andhrasaurus
- إيريتاتور – probable junior synonym of الإيريتاتور
- Angloposeidon[2][3] – اسم مُجرَّد
- Angolatitan
- Angulomastacator
- أنيكاصور
- Animantarx
- Ankistrodon – a تماسيح أولية شبيهات الأركوصورات
- أنكيلوصور
- Anodontosaurus
- Anoplosaurus
- Anserimimus
- مدرعة أنتاركتيكا
- أنتاركتوصور

- Antetonitrus
- أنطودون – هو پارياصور

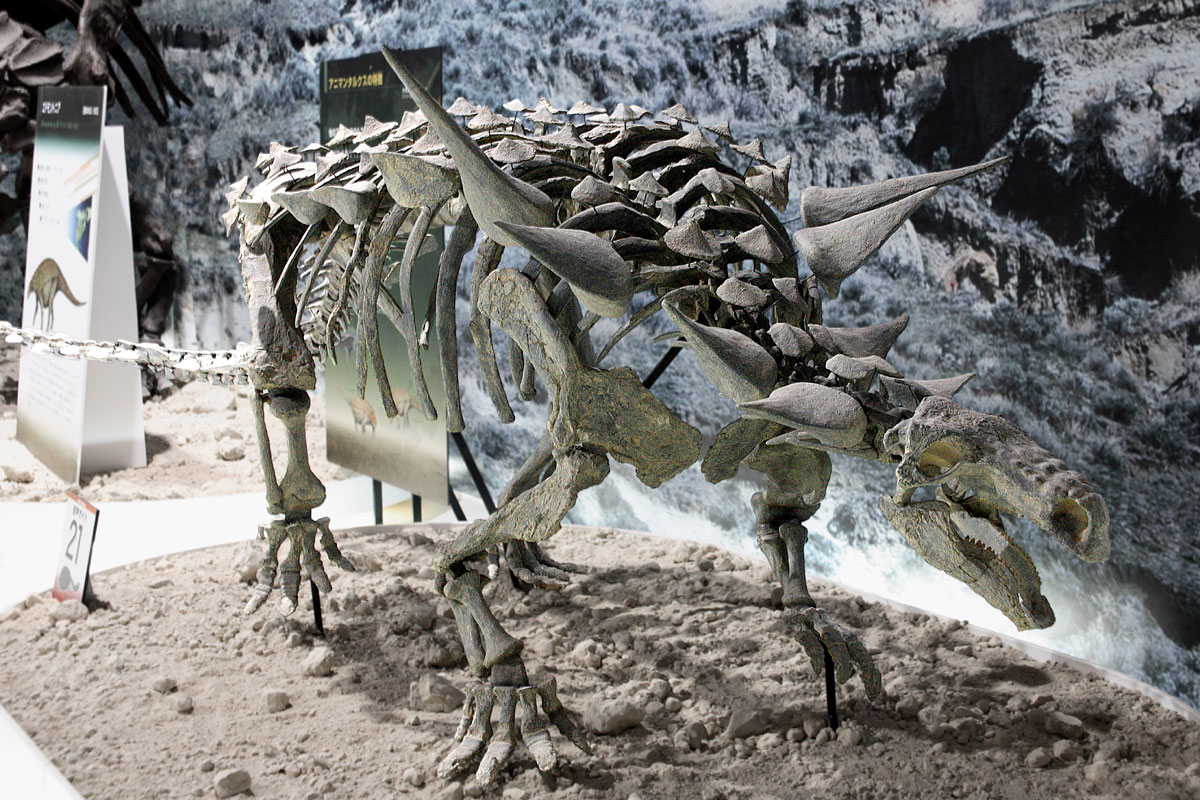
إعادة بناء الهيكل العظمى للAnimantarx.

- أنتروديموس – يُحتمل أنه junior synonym of الألوصور
- Anzu
- Aoniraptor
- Aorun
- ألوصور – يُحتمل أنه junior synonym of الألوصور
- Apatoraptor
- أپاتوصور
- Appalachiosaurus
- Aquilops
- أراغوسورس
- Aralosaurus
- Araucanoraptor – اسم مُجرَّد؛ Neuquenraptor
- أركيوسيراتوبس
- Archaeodontosaurus
- أركيوبتركس – earliest known bird
- أركيورابتور – a chimaera of the طائر Yanornis and the درومايوصوريات Microraptor
- أركيوبتركس – junior synonym of the طائر أركيوبتركس
- Archaeornithoides
- Archaeornithomimus
- Arcovenator[4]
- Arctosaurus – some sort of non-dinosaurian زواحف
- Arcusaurus
- Arenysaurus
- أرجنتينوسورس
- عظاءة فضية
- طويل الفقار – junior synonym of طويل الفقار
- Aristosuchus
- أريزوناصور – a تمساحيات راوn
- Arkansaurus – اسم مُجرَّد
- Arkharavia
- Arrhinoceratops
- Arstanosaurus
- Asiaceratops
- Asiamericana – a سمك
- Asiatosaurus
- Astrodon
- Astrodonius – junior synonym of Astrodon
- Astrodontaurus – junior synonym of Astrodon
- Astrophocaudia
- Asylosaurus
- Atacamatitan
- Atlantosaurus
- أطلسوريس
- Atlascopcosaurus
- أتروسيرابتور
- Atsinganosaurus
- أوبليسودون

- أوكاسورس

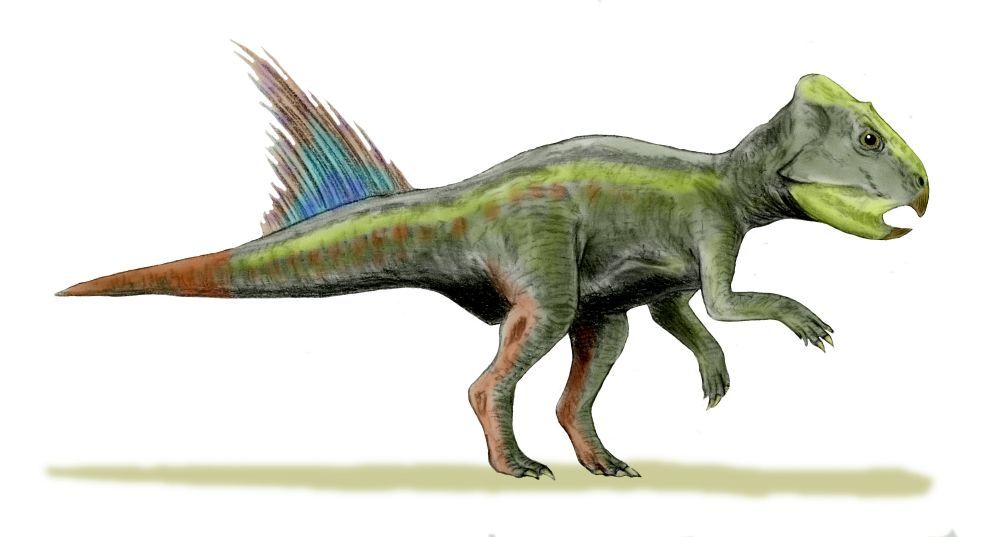
Artist's restoration of أركيوسيراتوبس.

- Augustia – القانون الدولي للتسمية الحيوانية name, now known as Agustinia
- Augustynolophus
- Auroraceratops
- طائر فجري
- Australodocus
- أوسترلوفيناتور
- Austrocheirus
- Austroposeidon
- أوسترورابتور
- Austrosaurus
- Avaceratops
- Avalonia – القانون الدولي للتسمية الحيوانية name, now known as Avalonianus
- Avalonianus – a non-dinosaurian أركوصورات
- Aviatyrannis
- Avimimus
- طائر عظائي – an طيور معاكسة وأشباهها طائر
- Avipes – يُحتمل أنه non-dinosaurian أشباه الديناصورات
- Azendohsaurus – a non-dinosaurian أشباه الأركوصورات

## ب
| محتويات: أ ب ت ث ج ح خ د ذ ر ز س ش ص ض ط ظ ع غ ف ق ك ل م ن هـ و ي - انظر أيضًا |
| ----------------------------------------------------------------------------- |

- Bactrosaurus
- باغاسيراتوبس
- Bagaraatan
- بحرية صور
- Bainoceratops
- Bakesaurus – اسم مُجرَّد
- بالور
- Balochisaurus
- بامبيرابتور
- Banji
- Baotianmansaurus
- برابيصور
- Barilium
- باروصور

- Barrosasaurus
- Barsboldia
- باريونيكس
- Bashunosaurus – اسم مُجرَّد

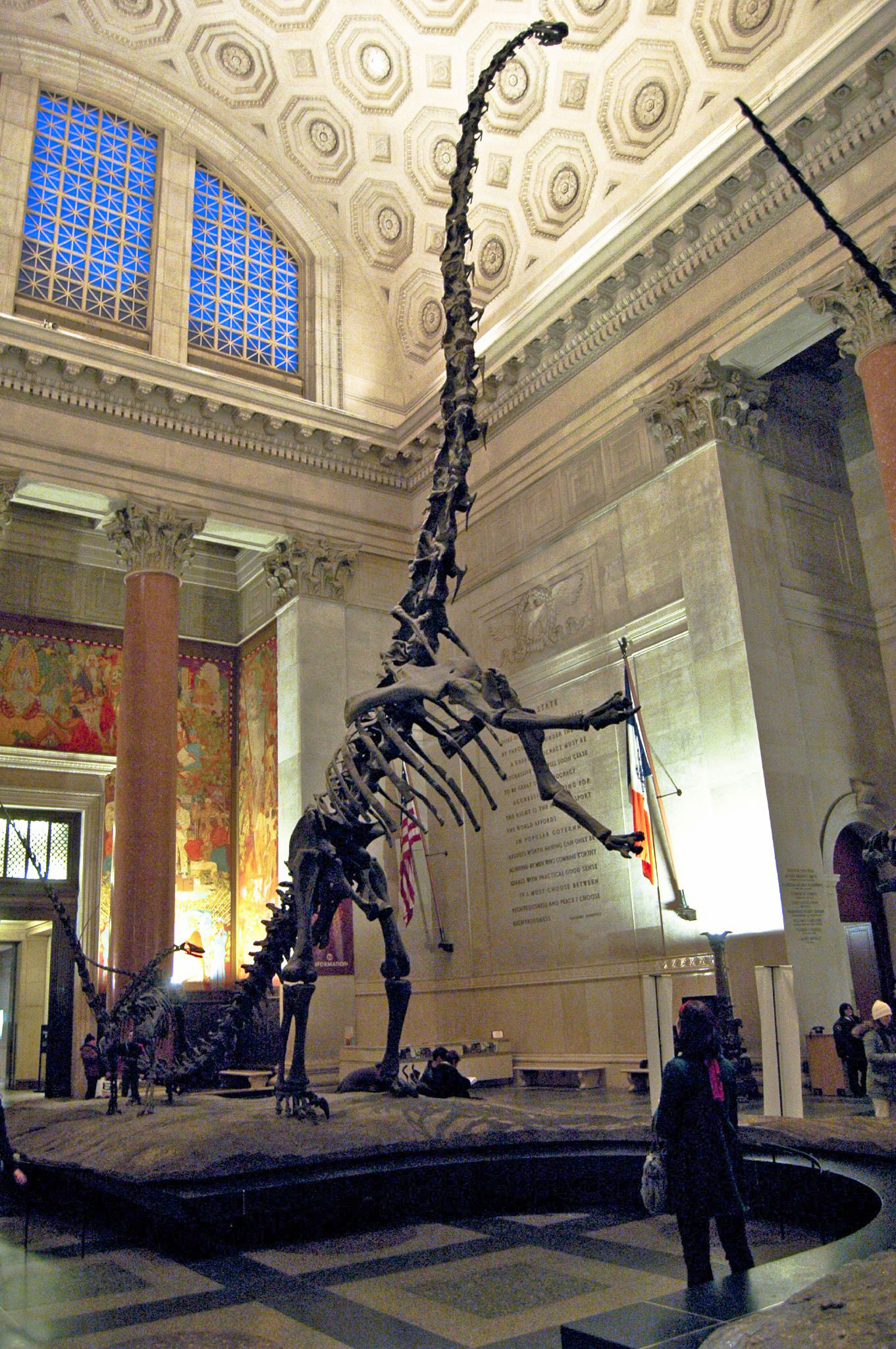
A view from below of the rearing باروصور mounted in the المتحف الأمريكي للتاريخ الطبيعي in New York City.

- Basutodon – a non-dinosaurian أركوصورات
- ديميترودون – a بليكوصور
- Batyrosaurus[5]
- Baurutitan
- Bayosaurus – اسم مُجرَّد
- Becklespinax
- Beelemodon – اسم مُجرَّد
- Beipiaognathus
- بيبياوصور
- Beishanlong
- Bellusaurus
- Belodon – a عظاءة نباتية
- Berberosaurus
- Betasuchus
- Bicentenaria
- Bienosaurus
- Bihariosaurus
- Bilbeyhallorum – اسم مُجرَّد؛ Cedarpelta
- Bissektipelta
- بيستاهيفيرصور
- «جيرافاتيتان» – اسم مُجرَّد، يُحتمل أنه جيرافاتيتان
- Blasisaurus
- Blikanasaurus
- Bolong
- مخلابة بونابرت
- Bonatitan
- Bonitasaura
- Borealosaurus
- Boreonykus
- Borogovia
- Bothriospondylus
- براكيوصور
- Brachyceratops
- Brachylophosaurus
- Brachypodosaurus
- Brachyrophus – junior synonym of Camptosaurus
- جيوصور – a metriorhynchid؛ junior objective synonym of Dakosaurus
- بان قصير الرقبة
- بليدة السيقان
- Brasileosaurus – a non-dinosaurian أركوصورات
- Brasilotitan
- برافوسيراتوبس
- Breviceratops
- Brohisaurus
- Brontomerus
- «تورفوصور» – اسم مُجرَّد
- برنتوصور
- Bruhathkayosaurus
- ثيسيلوصور – junior synonym of ثيسيلوصور
- Buitreraptor
- Buriolestes
- «عظاءة بيرون» – اسم مُجرَّد؛ عظاءة بيرون
- عظاءة بيرون
- باكيسيفالوصور
- باكيرينوصور
- عظاءة مسطحة – junior synonym of عظاءة مسطحة
- عظاءة مسطحة – junior synonym of عظاءة مسطحة
- «عظاءة مسطحة» – القانون الدولي للتسمية الحيوانية name, now known as عظاءة مسطحة؛ junior synonym of عظاءة مسطحة
- طويل الفقار – probable junior synonym of طويل الفقار
- Pachysuchus
- Padillasaurus
- Pakisaurus
- Palaeoctonus – a عظاءة نباتية
- Palaeocursornis – an azhdarchoid تيروصور
- "Palaeolimnornis" – اسم مُجرَّد؛ Palaeocursornis, pterodactyloid pterosaur belonging to Azhdarchoidea
- Palaeopteryx – يُحتمل أنه طائر
- Palaeosauriscus – junior synonym of Paleosaurus
- "Palaeosaurus" – القانون الدولي للتسمية الحيوانية name, now known as Paleosaurus
- "Palaeosaurus" – القانون الدولي للتسمية الحيوانية name, now known as Sphenosaurus, a non-dinosaurian بركلوفونات
- Palaeoscincus
- Paleosaurus – a non-dinosaurian أركوصورات
- Paludititan
- Paluxysaurus – junior synonym of Sauroposeidon
- ركاض البامبا
- Pamparaptor
- Panamericansaurus
- Panguraptor
- پانوبلوصور
- العظاءة المنهومة
- Pantydraco

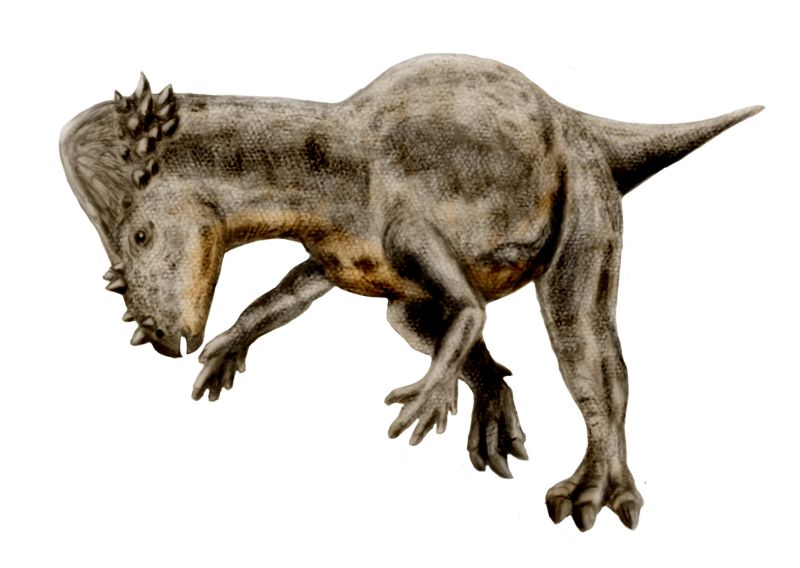
Life restoration of باكيسيفالوصور.

- "Paraiguanodon" – اسم مُجرَّد؛ Bactrosaurus
- باراليتيتان
- برانطودون
- Pararhabdodon
- باراصورولوفوس
- بارياصور – a بارياصور
- Parksosaurus
- بارونيكودون
- Parrosaurus
- زليجانة
- مخلابة باتاغونيا
- Patagosaurus
- Pawpawsaurus
- بيكتينودون
- مريشة الذيل
- Pegomastax
- Peishansaurus
- Pekinosaurus – a أشباه السوكياتn; يُحتمل أنه junior synonym of Revueltosaurus
- Pelecanimimus
- Pellegrinisaurus
- Peloroplites
- Pelorosaurus
- «صوروبلتا» – القانون الدولي للتسمية الحيوانية name, now known as صوروبلتا
- Penelopognathus
- Pentaceratops
- Petrobrasaurus
- Phaedrolosaurus
- Philovenator
- Phuwiangosaurus
- Phyllodon
- عظاءة بياتنتسكي
- Picrodon
- بيناكوصور
- Pisanosaurus
- Pitekunsaurus
- Piveteausaurus
- Planicoxa
- Plateosauravus
- عظاءة مسطحة
- باغاسيراتوبس
- Plesiohadros
- Pleurocoelus – possible junior synonym of Astrodon
- Pleuropeltus – junior synonym of Struthiosaurus
- Pneumatoarthrus – a سلحفاة
- Pneumatoraptor
- Podokesaurus
- Poekilopleuron
- Polacanthoides – junior synonym of Hylaeosaurus
- زاحفة عديدة الأشواك
- Polyodontosaurus – junior synonym of ترودون
- Polyonax
- Ponerosteus
- بوبوصور – a non-dinosaurian أركوصورات

- تمساح بوست – a تمساحيات راوn
- Pradhania
- Prenocephale
- برينوسراتوبس
- Priconodon
- Priodontognathus
- Proa
- Probrachylophosaurus
- Probactrosaurus

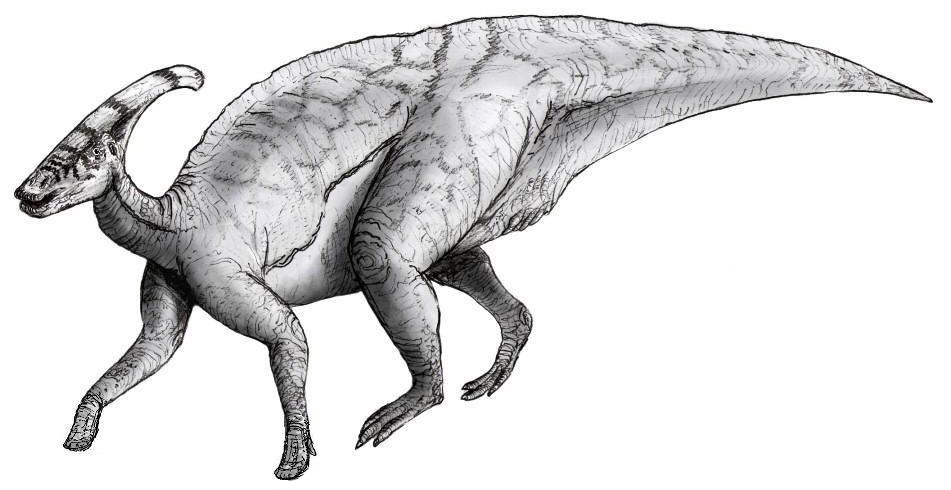
رسم للباراصورولوفوس.

- سيراتوبس – junior synonym (unneeded replacement name) of سيراتوبس
- Proceratosaurus
- طويلة المفاصل – a عظائيات أولية أشباه الأركوصورات
- «طويلة المفاصل» – القانون الدولي للتسمية الحيوانية name, now known as Ponerosteus
- لامبيوصور – junior synonym of لامبيوصور
- بروكمبسوجناتوس
- Prodeinodon
- «إغوانادون» – اسم مُجرَّد؛ إغوانادون
- Propanoplosaurus
- Proplanicoxa – probable junior synonym of Mantellisaurus
- Prosaurolophus
- Protarchaeopteryx
- Protecovasaurus – a non-dinosaurian شبيهات الأركوصورات
- السيتاكوساورس – junior synonym of السيتاكوساورس
- Protoavis – described as a bird, يُحتمل أنه chimera including ثيروبودا dinosaur bones
- بروتوسيراتوبس
- Protognathosaurus
- "Protognathus" – القانون الدولي للتسمية الحيوانية name, now known as Protognathosaurus
- Protohadros
- بروتوروصور – a non-dinosaurian زواحف
- «كازموصور» – القانون الدولي للتسمية الحيوانية name, now known as كازموصور
- "هادروصوريات" – اسم مُجرَّد؛ Orthomerus
- "Proyandusaurus" – اسم مُجرَّد؛ Hexinlusaurus.
- Pseudolagosuchus – a non-dinosaurian أشباه الديناصورات
- السيتاكوساورس
- Pteropelyx
- Pterospondylus
- بويرتاصور
- Pukyongosaurus
- Pulanesaura
- Pycnonemosaurus
- بيرورابتور

## C
| محتويات: | A B C D E F G H I J K L M N O P Q R S T U V W X Y Z – See also |

- Caenagnathasia
- مستجد الفك
- Calamosaurus
- Calamospondylus

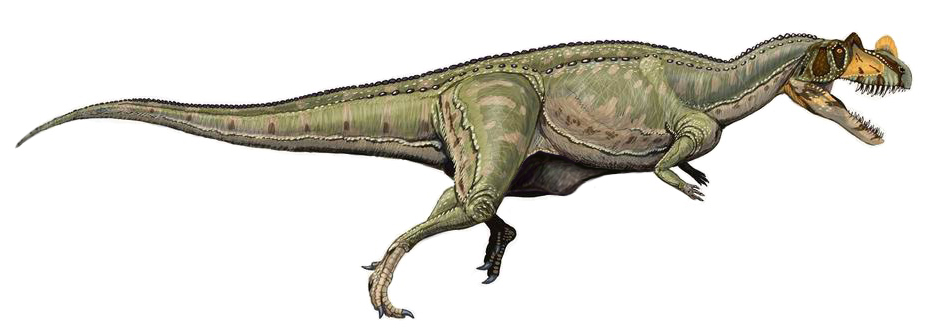
Artist's restoration of سيراتوصور.

- "Calamospondylus" – القانون الدولي للتسمية الحيوانية name, now known as Calamosaurus
- Callovosaurus
- كامراصور
- Camarillasaurus
- Camelotia
- عظاءة كامب
- "Camptonotus" – القانون الدولي للتسمية الحيوانية name, now known as Camptosaurus
- Camptosaurus
- "Campylodon" – القانون الدولي للتسمية الحيوانية name, now known as Campylodoniscus
- Campylodoniscus
- Canardia
- "Capitalsaurus" – اسم مُجرَّد
- كاركارودونتوسوريس
- Cardiodon
- كارنوتوروس
- Caseosaurus
- عظاءة النسر الرومي
- Cathetosaurus
- Caudipteryx
- Caudocoelus – junior synonym of Teinurosaurus
- كامراصور – junior synonym of كامراصور
- Cedarosaurus
- Cedarpelta
- Cedrorestes
- Centemodon – a عظاءة نباتية
- سنتروصور
- Cerasinops
- مخلابة قرناء
- سيراتوبس
- سيراتوصور
- Cetiosauriscus
- عظاءة الحوت
- Changchunsaurus
- "Changdusaurus" – اسم مُجرَّد
- Changyuraptor
- تشاويانغصور
- Charonosaurus
- كازموصور
- إدمونتونيا – junior synonym of إدمونتونيا
- Chebsaurus
- Chenanisaurus
- Cheneosaurus – junior synonym of Hypacrosaurus
- Chialingosaurus
- Chiayusaurus
- Chienkosaurus – a chimera of تمساحيات الشكل and ثيروبودا (Szechuanosaurus) remains
- "Chihuahuasaurus" – اسم مُجرَّد؛ Sonorasaurus
- Chilantaisaurus
- Chilesaurus
- عظاءة الشندي
- Chingkankousaurus

- Chinshakiangosaurus
- Chirostenotes
- Chondrosteosaurus
- عظاءة الوادي الملون
- ذيولة شواندونغ
- Chuanjiesaurus
- Chuanqilong
- Chubutisaurus
- Chungkingosaurus
- Chuxiongosaurus
- "Cinizasaurus" – اسم مُجرَّد
- Cionodon
- تشيتيباتي

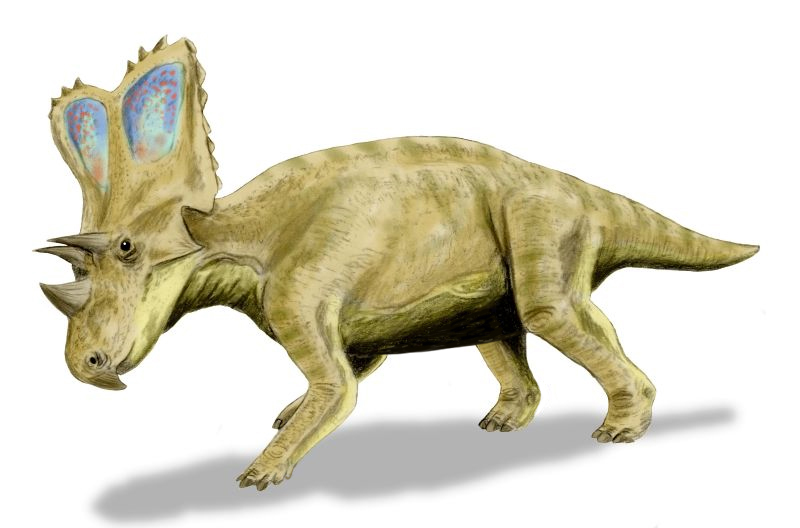
Artist's restoration of كازموصور.

- تمساح عجيب – a non-dinosaurian تمساحيات راوn (تمساح عجيب)
- Claorhynchus – يُحتمل أنه تريسيراتوبس
- Claosaurus
- Clarencea – a تماسيح إسفينيةn (Sphenosuchus)
- Clasmodosaurus
- Clepsysaurus – a عظاءة نباتية
- كواهويلاسيراتوبس
- سيلوفايسز
- "Coelosaurus" – القانون الدولي للتسمية الحيوانية
- Coeluroides
- Coelurosauravus – an avicephalan ثنائيات الأقواس
- كولورس
- Colepiocephale
- «عظاءة لوس كولورادوس» – القانون الدولي للتسمية الحيوانية name, now known as عظاءة لوس كولورادوس
- عظاءة لوس كولورادوس
- "Colossosaurus" – اسم مُجرَّد؛ Pelorosaurus
- عظاءة كوماهوي
- "Comanchesaurus" – اسم مُجرَّد
- كومبسوقناثوس
- Compsosuchus
- كونكافيناتور
- Conchoraptor
- Condorraptor
- Coronosaurus
- عظاءة مقلنسة
- Craspedodon
- Crataeomus – junior synonym of Struthiosaurus
- كراتيروصوريات
- ألوصور – junior synonym of ألوصور
- Crichtonpelta
- كرايكتونصورس
- Cristatusaurus
- Crosbysaurus – a non-dinosaurian شبيهات الأركوصورات
- Cruxicheiros
- كرايولوفوصور
- Cryptodraco – junior synonym (unneeded replacement name) of Cryptosaurus
- "Cryptoraptor" – اسم مُجرَّد
- Cryptosaurus
- Cryptovolans – junior synonym of Microraptor
- Cumnoria

## د
| محتويات: | أ ب ت ث ج ح خ د ذ ر ز س ش ص ض ط ظ ع غ ف ق ك ل م ن هـ و ي - انظر أيضًا |

- Daanosaurus
- مذيلة كثيرة النقط
- "Dachongosaurus" – اسم مُجرَّد
- دايمونوصور
- Dahalokely

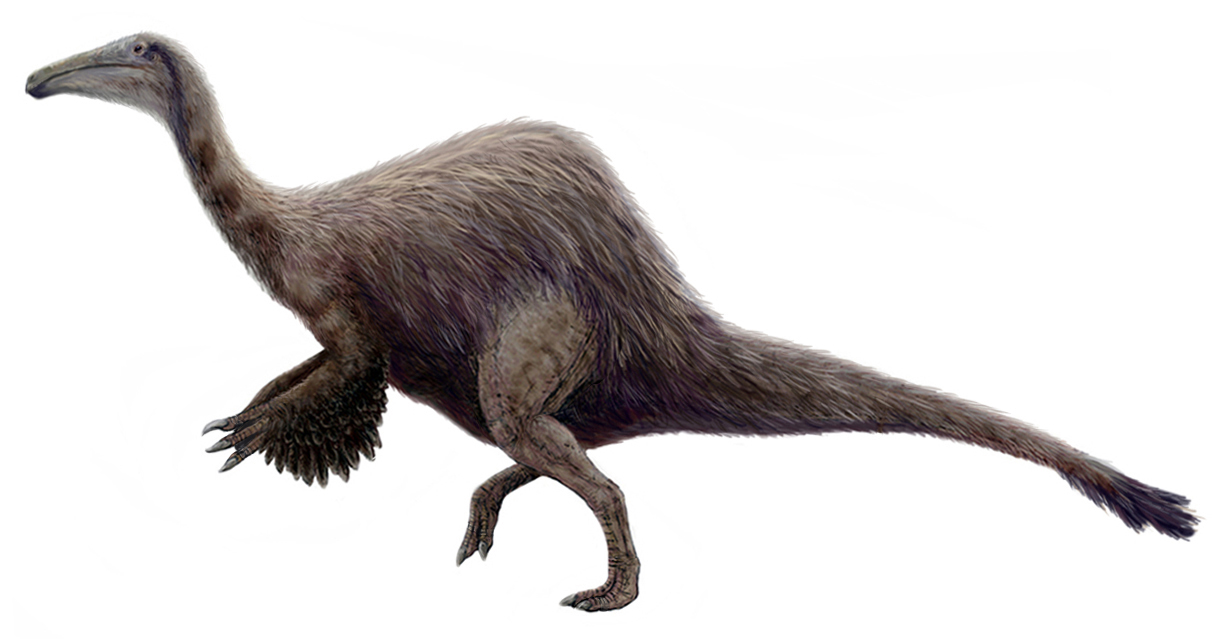
Artist's restoration of داينوكيروس.

- Dakosaurus – a metriorhynchid تمساحياتn
- Dakotadon
- داكوتارابتور
- "Damalasaurus" – اسم مُجرَّد
- Dandakosaurus
- Danubiosaurus – junior synonym of Struthiosaurus
- «دينونيكس» – اسم مُجرَّد؛ early manuscript name for دينونيكس
- Darwinsaurus[6]
- Dashanpusaurus
- ديسبليتوصور
- Dasygnathoides – a non-dinosaurian أركوصورات، junior synonym of Ornithosuchus
- "Dasygnathus" – القانون الدولي للتسمية الحيوانية name, now known as Dasygnathoides
- Datanglong
- Datonglong
- Datousaurus
- Daurosaurus – synonym of Kulindadromeus
- Daxiatitan
- داينوكيروس
- Deinodon – يُحتمل أنه جورجوصور
- دينونيكس
- إغوانادون[7]
- دلتادروميوس
- عظاءة ديماندا
- إدمونتونيا
- Deuterosaurus – a ثيرابسيد
- Diabloceratops
- عظاءة نهر ديامانتينا
- Dianchungosaurus – a تمساحياتn
- "Diceratops" – القانون الدولي للتسمية الحيوانية name, now known as Nedoceratops
- تريسيراتوبس – junior synonym of Nedoceratops
- Diclonius
- العظاءة متشعبة الرأس
- لامبيوصور – يُحتمل أنه junior synonym of لامبيوصور
- ديلونغ بارادوكسوس
- ديلوفوسورس
- عظاءة مسطحة – junior synonym of عظاءة مسطحة
- Dinheirosaurus – probable junior synonym of سوبرصور
- Dinodocus
- "Dinosaurus" – القانون الدولي للتسمية الحيوانية name; now a junior synonym of عظاءة مسطحة
- تيرانوصور – junior synonym of تيرانوصور
- ديبلودوكس
- Diplotomodon
- ستيغوصور – junior synonym of ستيغوصور
- Dolichosuchus
- Dollodon – junior synonym of Mantellisaurus
- "Domeykosaurus" – اسم مُجرَّد
- Dongbeititan
- Dongyangopelta
- Dongyangosaurus
- Doratodon – a تمساحياتn
- كنتروصور – junior synonym (unneeded replacement name) of كنتروصور
- Draconyx
- Dracopelta
- Dracoraptor

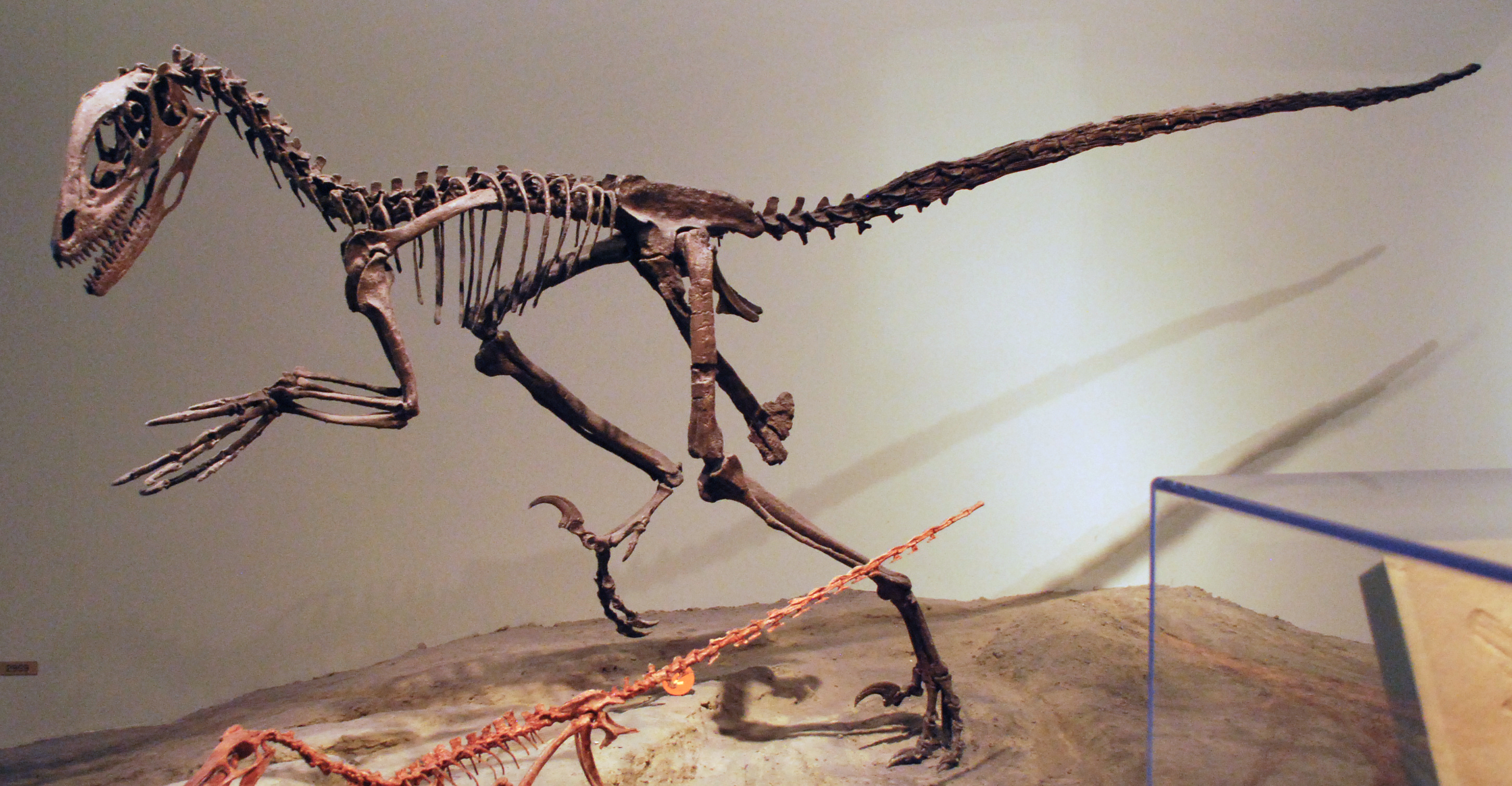
دينونيكس skeleton.

- دراكوركس – يُحتمل أنه juvenile باكيسيفالوصور
- Dracovenator
- درافيدوسورس – a بليزوصوراتian
- دريدنوتس
- درينكر
- Dromaeosauroides
- درومايوصور
- دروميسيوميميس – junior synonym of دروميسيوميميس
- طويل الفقار – junior synonym of طويل الفقار
- Drusilasaura
- درايوصور
- Dryptosauroides
- دريبتوسورس
- Dubreuillosaurus
- Duriatitan
- Duriavenator
- تيرانوصور – junior synonym of تيرانوصور
- Dyoplosaurus
- ديسالوتوصاوروس
- Dysganus
- Dyslocosaurus
- Dystrophaeus
- سوبرصور – junior synonym of سوبرصور

## E
| محتويات: | A B C D E F G H I J K L M N O P Q R S T U V W X Y Z – See also |

- Echinodon
- تورفوصور – junior synonym of تورفوصور
- إدمونتونيا
- إدمونتوصور
- Efraasia
- Einiosaurus
- Ekrixinatosaurus
- Elachistosuchus – a منقاريات الرأس
- Elaltitan
- ألافوصور
- Elmisaurus
- Elopteryx
- برنتوصور – junior synonym of برنتوصور
- Elrhazosaurus
- «كرايولوفوصور» – اسم مُجرَّد؛ كرايولوفوصور
- Emausaurus
- Embasaurus
- Enigmosaurus
- Eoabelisaurus
- برنتوصور – junior synonym of برنتوصور
- Eocarcharia
- كازموصور – junior synonym of كازموصور
- عداء الفجر
- راكض الفجر
- "Eohadrosaurus" – اسم مُجرَّد؛ Eolambia
- Eolambia
- Eomamenchisaurus
- Eoplophysis
- إيورابتور
- مجنح صيني فجري
- Eotrachodon
- Eotriceratops
- Eotyrannus
- Eousdryosaurus
- العظاءة الثقيلة
- إبانترياس – may be ألوصور

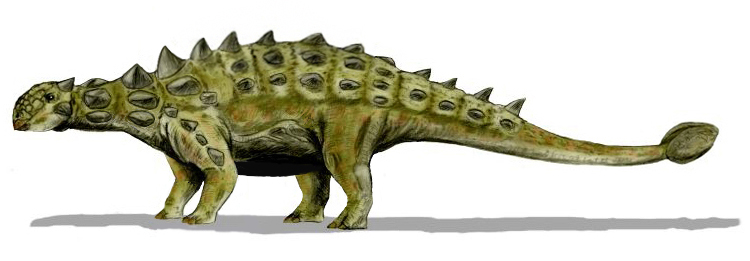
Life restoration of يوبلوسيفالس.

- «ماكيموصور» – اسم مُجرَّد؛ ماكيموصور (a تمساحياتn)
- Epicampodon – a تماسيح أولية شبيهات الأركوصورات
- Epichirostenotes
- مجنحة متسلقة – synonym of مجنحة متسلقة
- Epidexipteryx
- Equijubus
- Erectopus
- إركيتو
- Erliansaurus
- Erlikosaurus
- Eshanosaurus
- «زاحفة عديدة الأشواك» – اسم مُجرَّد؛ junior synonym of زاحفة عديدة الأشواك
- Eucamerotus
- سنتروصور – junior synonym (unneeded replacement name) of سنتروصور
- Eucercosaurus
- Eucnemesaurus
- Eucoelophysis – a سيليصوريات
- "Eugongbusaurus" – اسم مُجرَّد
- مستنقعي القدم الحقيقي
- يوبلوسيفالس
- زاحفة بحيرة كومو – a نوتوصورات وأشباهها synonymous with زاحفة بحيرة كومو
- "Eureodon" – اسم مُجرَّد؛ Tenontosaurus
- Eurolimnornis – a تيروصور
- Euronychodon
- Europasaurus
- Europelta
- Euskelosaurus
- Eustreptospondylus

## ف
| محتويات: | أ ب ت ث ج ح خ د ذ ر ز س ش ص ض ط ظ ع غ ف ق ك ل م ن هـ و ي - انظر أيضًا |

- Fabrosaurus – يُحتمل أنه ليسوتوسورس
- Falcarius
- Fendusaurus
- «أوفيرابتور» – اسم مُجرَّد؛ أوفيرابتور
- Ferganasaurus
- Ferganastegos
- Ferganocephale
- Foraminacephale
- Fosterovenator
- هيريراصور – junior synonym of هيريراصور
- Fruitadens

- Fukuiraptor
- Fukuisaurus
- Fukuititan
- Fukuivenator
- Fulengia
- Fulgurotherium

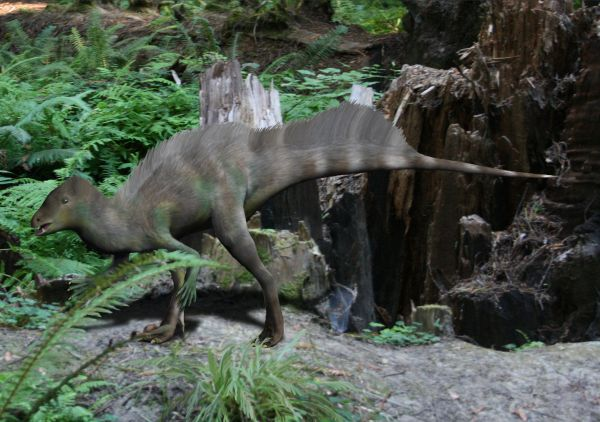
Life restoration of Fruitadens.

- "Fusinasus" – اسم مُجرَّد؛ Eotyrannus
- Fusuisaurus
- "Futabasaurus" – اسم مُجرَّد; not to be confused with the formally named بليزوصورات Futabasaurus
- فوتيلوجنكوصور

## ج
| محتويات: | أ ب ت ث ج ح خ د ذ ر ز س ش ص ض ط ظ ع غ ف ق ك ل م ن هـ و ي - انظر أيضًا |

- "Gadolosaurus" – اسم مُجرَّد
- Galeamopus
- Galesaurus – a ثيرابسيد
- غاليميموس
- Galtonia – a أشباه السوكياتn; يُحتمل أنه junior synonym of Revueltosaurus
- Galveosaurus
- Galvesaurus – junior synonym of Galveosaurus
- Gannansaurus
- "Gansutitan" - اسم مُجرَّد؛ Daxiatitan
- Ganzhousaurus
- Gargoyleosaurus
- Garudimimus
- Gasosaurus
- Gasparinisaura
- Gastonia
- "Gavinosaurus" – اسم مُجرَّد; Eotyrannus
- Geminiraptor
- Genusaurus
- Genyodectes
- Geranosaurus
- Gideonmantellia
- جيجانوتوصور
- جيجانتورابتور
- جيجانتوصور
- «جيجانتوصور» – القانون الدولي للتسمية الحيوانية name, now known as Tornieria
- Gigantoscelus – junior synonym of Euskelosaurus
- Gigantspinosaurus
- Gilmoreosaurus
- "Ginnareemimus" – اسم مُجرَّد؛ Kinnareemimus
- جيرافاتيتان
- Glacialisaurus
- Glishades
- جليبتودونتوبلتا

- باغاسيراتوبس
- Gobisaurus
- Gobititan
- صياد جوبي

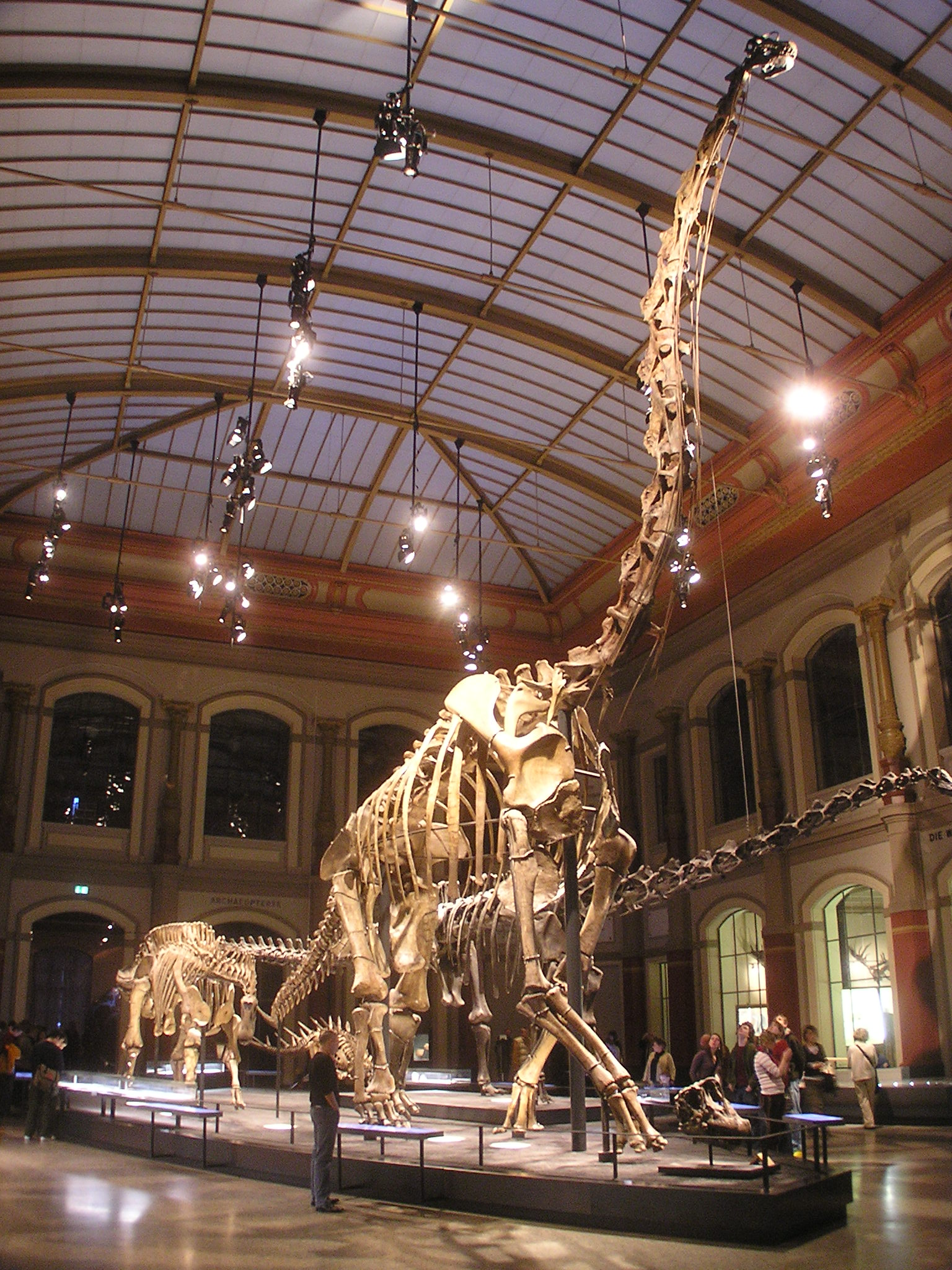
Skeleton of جيرافاتيتان.

- "Godzillasaurus" – اسم مُجرَّد؛ Gojirasaurus
- Gojirasaurus
- Gondwanatitan
- Gongbusaurus
- Gongpoquansaurus
- Gongxianosaurus
- جورجوصور
- Goyocephale
- Graciliceratops
- Graciliraptor
- تمساح نحيل – a non-dinosaurian أركوصورات
- Gravitholus
- عظاءة مسطحة – junior synonym of عظاءة مسطحة
- أركيوبتركس – junior synonym of the طائر أركيوبتركس
- أركيوبتركس – junior synonym of the طائر أركيوبتركس
- Gryphoceratops
- Gryponyx
- جريبوصور
- عظاءة غوايبا
- Gualicho
- غوانلونغ
- Gwyneddosaurus – a tanystrophid
- Gyposaurus – junior synonym of طويل الفقار

## هـ
| محتويات: | أ ب ت ث ج ح خ د ذ ر ز س ش ص ض ط ظ ع غ ف ق ك ل م ن هـ و ي - انظر أيضًا |

- «جريبوصور» – اسم مُجرَّد؛ junior synonym of جريبوصور
- Hadrosaurus
- Haestasaurus
- Hagryphus
- Hallopus – a تمساحياتn
- Halticosaurus
- Hanssuesia
- "Hanwulosaurus" – اسم مُجرَّد
- هابلوكانثصور
- «هابلوكانثصور» – القانون الدولي للتسمية الحيوانية name, now known as هابلوكانثصور
- بسيطة اليد
- Harpymimus
- Haya
- Hecatasaurus – junior synonym of Telmatosaurus
- "Heilongjiangosaurus" – اسم مُجرَّد
- Heishansaurus – junior synonym of بيناكوصور
- Helioceratops
- «مستنقعي القدم الحقيقي» – القانون الدولي للتسمية الحيوانية name, now known as Euhelopus
- طائر المدن السبع
- Herbstosaurus – a تيروصور
- هيريراصور
- هيسبيرونيخوس
- Hesperosaurus
- هيترودونتوصور
- Heterosaurus - junior synonym of Mantellisaurus
- Hexing[8]
- Hexinlusaurus
- زاحفة هيوان

- Hierosaurus
- Hippodraco
- "Hironosaurus" – اسم مُجرَّد
- "Hisanohamasaurus" – اسم مُجرَّد
- عظاءة إستريا
- Homalocephale

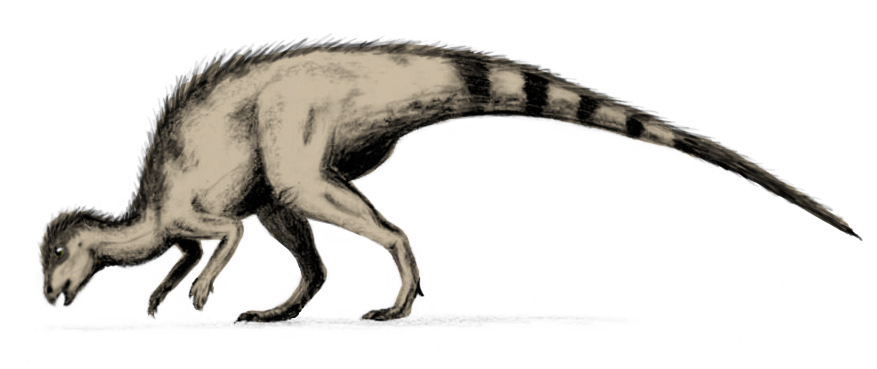
Artist's restoration of هيبسيلوفودون.

- "Honghesaurus" – اسم مُجرَّد؛ Yandusaurus
- السيتاكوساورس – junior synonym of السيتاكوساورس
- Hoplitosaurus
- Hoplosaurus – junior synonym of Struthiosaurus
- Horshamosaurus
- طويل الفقار – junior synonym of طويل الفقار
- Huabeisaurus
- Hualianceratops
- Huanansaurus
- Huanghetitan
- Huangshanlong
- Huaxiagnathus
- شانتونجوصور - possible junior synonym of شانتونجوصور
- "Huaxiasaurus" – اسم مُجرَّد؛ Huaxiagnathus
- هويانغوصور
- Hudiesaurus
- Huehuecanauhtlus
- Hulsanpes – يُحتمل أنه طائر
- Hungarosaurus
- Huxleysaurus[6]
- Hylaeosaurus
- Hylosaurus – junior synonym of Hylaeosaurus
- Hypacrosaurus
- Hypselorhachis – a ctenosauriscid
- Hypselosaurus
- Hypselospinus
- Hypsibema
- هيبسيلوفودون
- ستيغوصور – junior synonym of ستيغوصور

## I
| محتويات: | A B C D E F G H I J K L M N O P Q R S T U V W X Y Z – See also |

- «فيلوسيرابتور» – اسم مُجرَّد; يُحتمل أنه فيلوسيرابتور
- إكثيوفيناتور
- Ignavusaurus
- Iguanacolossus
- إغوانادون

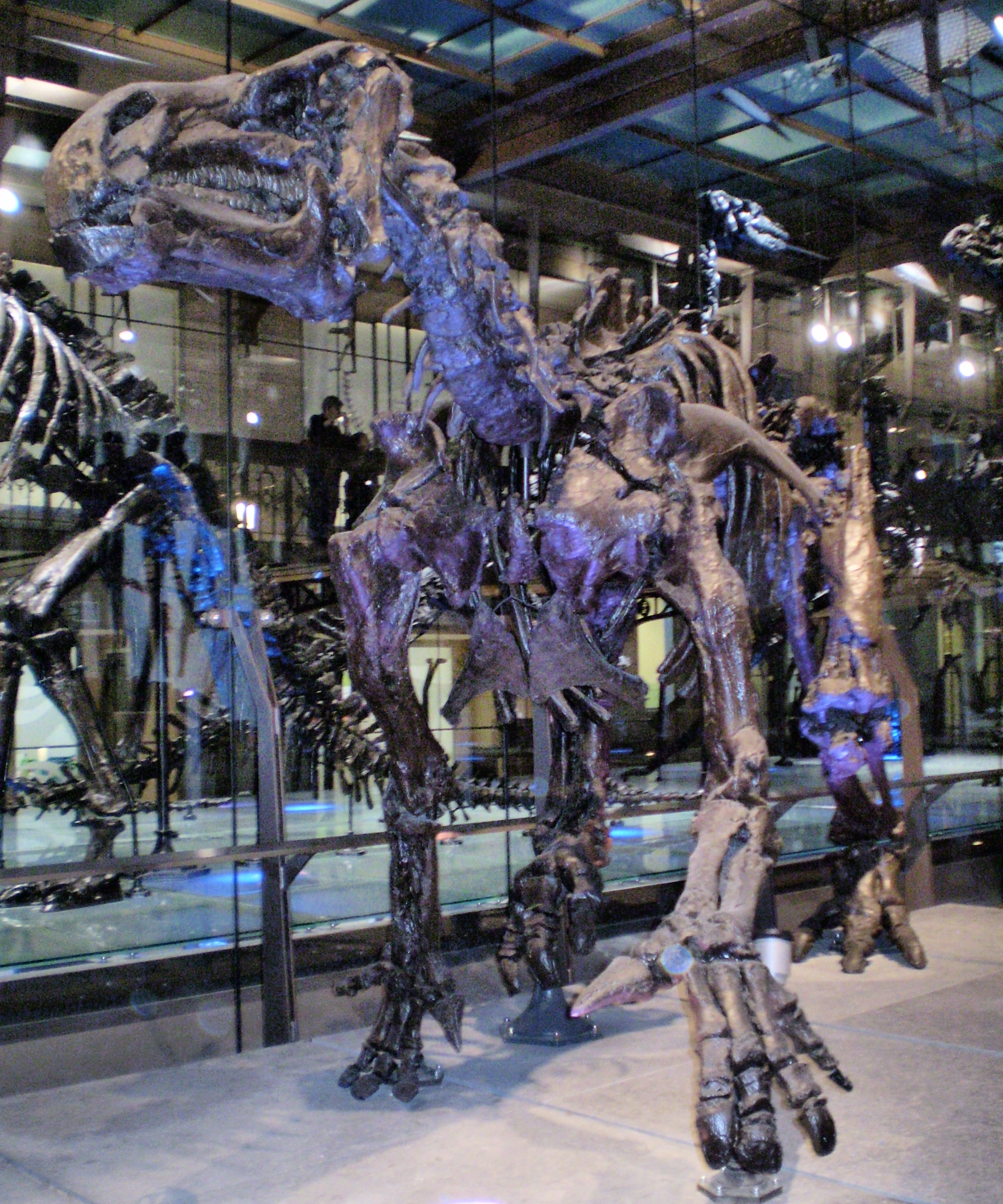
Skeleton of an إغوانادون mounted in a modern quadrupedal posture in the Royal Belgian Institute of Natural Sciences in Brussels.

- «إغوانادون» – اسم مُجرَّد؛ إغوانادون

- «إغوانادون» – اسم مُجرَّد; إغوانادون
- Iliosuchus
- Ilokelesia
- Incisivosaurus
- Indosaurus
- Indosuchus
- "Ingenia" – القانون الدولي للتسمية الحيوانية name, now known as زاحفة هيوان
- Inosaurus
- إيريتاتور
- Isanosaurus
- Ischioceratops
- هيريراصور – junior synonym of هيريراصور
- "Ischyrosaurus" – القانون الدولي للتسمية الحيوانية name, has not yet been renamed
- إيسيصور
- «العظاءة متشعبة الرأس» – اسم مُجرَّد؛ العظاءة متشعبة الرأس
- Itemirus
- Iuticosaurus

## J
| محتويات: | A B C D E F G H I J K L M N O P Q R S T U V W X Y Z – See also |

- Jainosaurus
- عظاءة جكلابالي
- Janenschia
- Jaxartosaurus
- Jeholosaurus
- تربوصور – junior synonym of تربوصور
- «سوبرصور» – اسم مُجرَّد؛ سوبرصور
- Jeyawati
- Jianchangosaurus
- «عظاءة أحادية القنزعة» – اسم مُجرَّد؛ عظاءة أحادية القنزعة
- Jiangjunosaurus
- Jiangshanosaurus

- Jiangxisaurus
- مجنح جنفنغ
- Jingshanosaurus
- Jintasaurus
- Jinzhousaurus
- Jiutaisaurus
- Jobaria
- Jubbulpuria
- Judiceratops

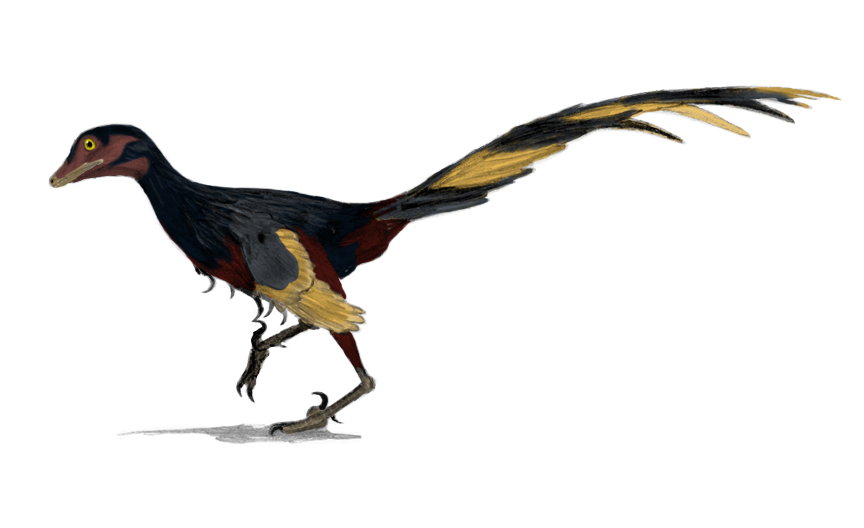
Life restoration of مجنح جنفنغ.

- أركيوبتركس – junior synonym of the طائر أركيوبتركس
- "Jurassosaurus" – اسم مُجرَّد؛ Tianchisaurus
- Juratyrant
- Juravenator

## ك
| محتويات: | أ ب ت ث ج ح خ د ذ ر ز س ش ص ض ط ظ ع غ ف ق ك ل م ن هـ و ي - انظر أيضًا |

- Kaatedocus
- "Kagasaurus" – اسم مُجرَّد
- Kaijiangosaurus
- Kakuru
- Kangnasaurus
- Karongasaurus
- كاتبنصور
- "Katsuyamasaurus" – اسم مُجرَّد؛ possible junior synonym of Fukuiraptor
- Kayentavenator
- Kazaklambia
- Kelmayisaurus
- Kemkemia - a تمساحيات الشكل
- كنتروصور

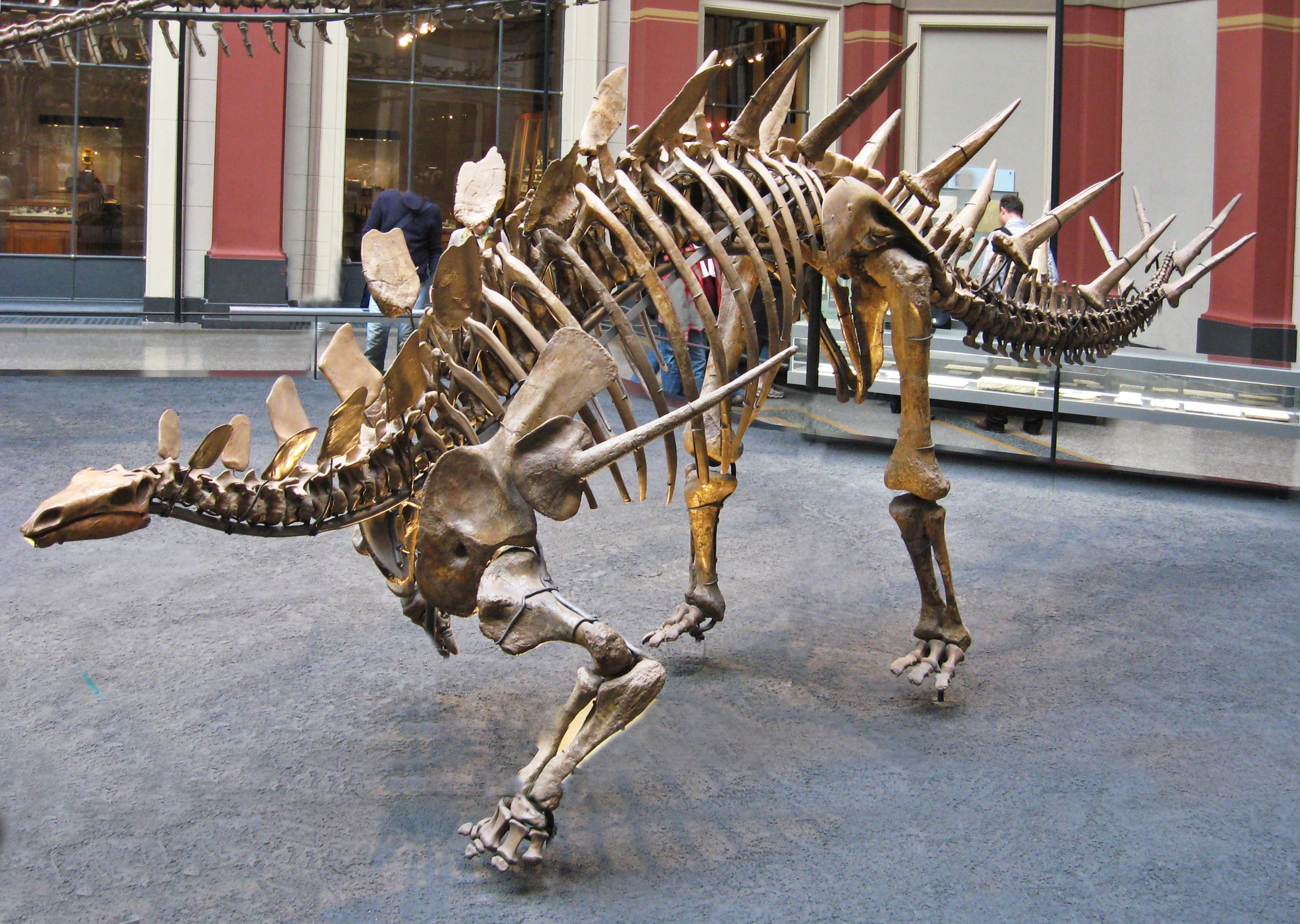
كنتروصور skeleton.

- كنتروصور – junior synonym (unneeded replacement name) of الكنتروصور
- Kerberosaurus
- Khaan
- Khetranisaurus
- Kileskus
- Kinnareemimus
- "Kitadanisaurus" – اسم مُجرَّد؛ Fukuiraptor
- "Kittysaurus" – اسم مُجرَّد؛ Eotyrannus
- Klamelisaurus - possible junior synonym of Bellusaurus
- Kol
- Komlosaurus
- Koparion
- Koreaceratops
- Koreanosaurus
- "Koreanosaurus" – اسم مُجرَّد؛ name later used formally for a genus of ornithopod
- Koshisaurus
- Kosmoceratops
- Kotasaurus
- Koutalisaurus
- كريتوصور
- كريبتوبس
- Krzyzanowskisaurus – يُحتمل أنه أشباه السوكياتn (?Revueltosaurus)
- Kukufeldia
- Kulceratops
- Kulindadromeus
- Kulindapteryx – synonym of Kulindadromeus
- عظاءة الكونبارا
- Kundurosaurus
- Kunmingosaurus – may be a اسم مُجرَّد
- Kuszholia – يُحتمل أنه طائر

## ل
| محتويات: | أ ب ت ث ج ح خ د ذ ر ز س ش ص ض ط ظ ع غ ف ق ك ل م ن هـ و ي - انظر أيضًا |

- Labocania
- ألوصور – junior synonym of ألوصور
- «دريبتوسورس» – القانون الدولي للتسمية الحيوانية name, now known as دريبتوسورس
- Laevisuchus
- زاحفة أرنبية – a non-dinosaurian أشباه الديناصورات
- Lagosuchus – a non-dinosaurian أشباه الديناصورات
- باغاسيراتوبس - possible junior synonym of باغاسيراتوبس
- لامبيوصور
- Lametasaurus
- Lamplughsaura
- Lanasaurus – junior synonym of Lycorhinus
- "Lancangosaurus" – variant spelling of "Lancanjiangosaurus"
- "Lancanjiangosaurus" – اسم مُجرَّد
- Lanzhousaurus
- Laosaurus
- Lapampasaurus
- Laplatasaurus
- Lapparentosaurus
- عظاءة لا كوينتا
- Latirhinus
- ليلياناصورا
- Leinkupal
- Leipsanosaurus – junior synonym of Struthiosaurus
- "Lengosaurus" – اسم مُجرَّد؛ Eotyrannus
- Leonerasaurus
- Lepidocheirosaurus — junior synonym of Kulindadromeus
- دهشوس
- ليبتوسيراتوبس
- Leptorhynchos
- طويل الفقار – junior synonym of طويل الفقار
- Leshansaurus
- ليسوتوسورس
- Lessemsaurus
- ليفنيسوفيا
- Lewisuchus – a non-dinosaurian أشباه الديناصورات
- Lexovisaurus

- Leyesaurus[9]
- Liaoceratops
- Liaoningosaurus

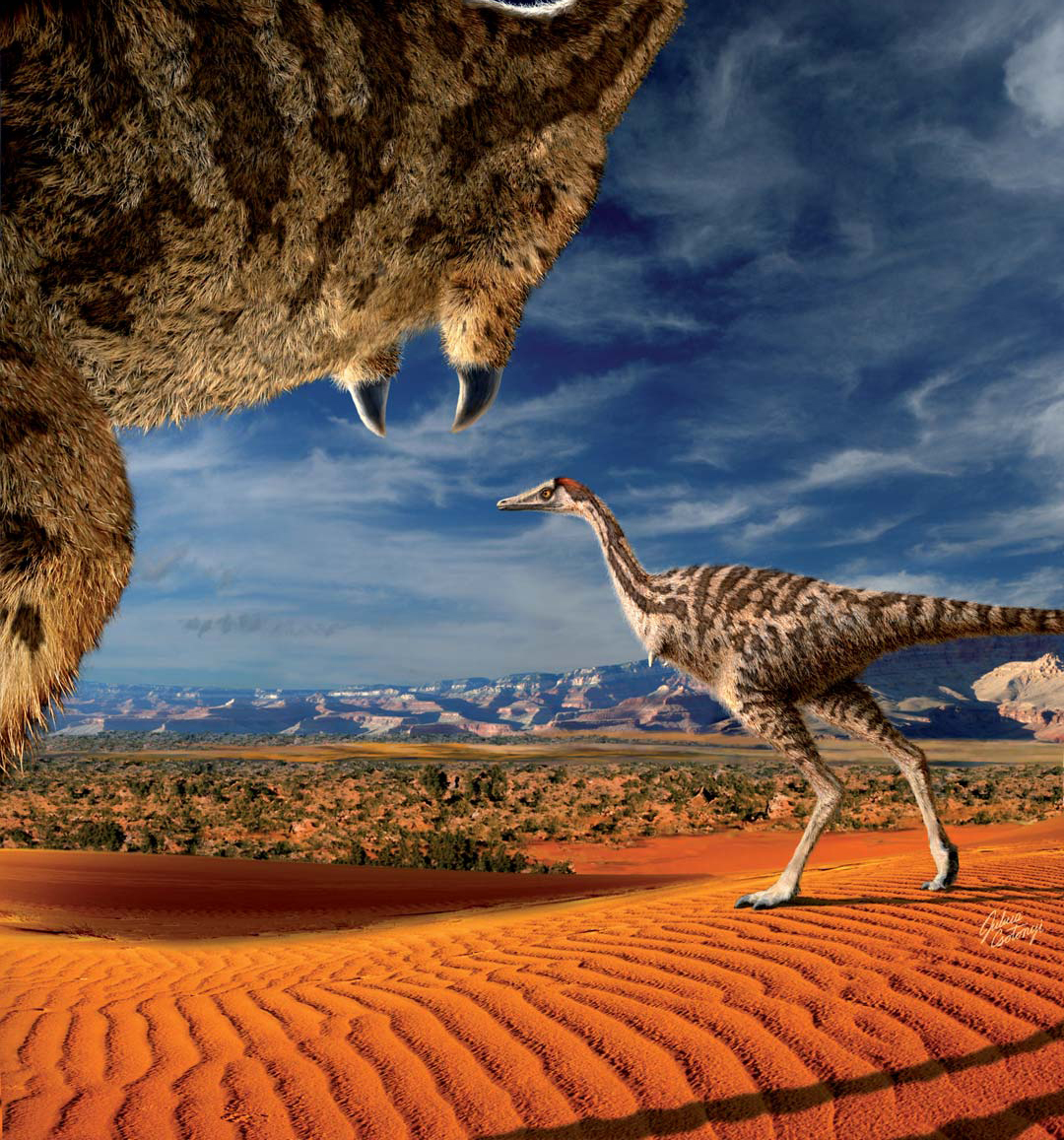
Life reconstruction of two individuals of مخلابة لنهي in their arid الكامباني-aged living environment.

- Liassaurus - اسم مُجرَّد، يُحتمل أنه Sarcosaurus
- Libycosaurus – an انثركوثريدا ثدييات
- Ligabueino
- عظاءة ليغابو
- «جيرافاتيتان» – اسم مُجرَّد؛ يُحتمل أنه جيرافاتيتان
- "Likhoelesaurus" – اسم مُجرَّد؛ يُحتمل أنه non-dinosaurian
- ليلينستيرنوس
- عظاءة نهر ليماي
- "Limnornis" – القانون الدولي للتسمية الحيوانية name, now known as Palaeocursornis (a تيروصور)
- "Limnosaurus" – القانون الدولي للتسمية الحيوانية name, now known as Telmatosaurus
- Limusaurus
- مخلابة لنهي
- Linheraptor
- Linhevenator
- Lirainosaurus
- Lisboasaurus – a تمساحياتn
- Liubangosaurus
- Lohuecotitan
- Loncosaurus
- Longisquama – some sort of non-dinosaurian زواحف
- سيلوفايسز – junior synonym of سيلوفايسز
- Lophorhothon
- لوفوستروفيوس
- Loricatosaurus
- Loricosaurus
- Losillasaurus
- Lourinhanosaurus
- Lourinhasaurus
- Luanchuanraptor
- «السيتاكوساورس» – اسم مُجرَّد؛ السيتاكوساورس
- Lucianosaurus – a non-dinosaurian شبيهات الأركوصورات
- Lufengosaurus
- Lukousaurus - يُحتمل أنه رصغيات الساق
- Luoyanggia
- Lurdusaurus
- Lusitanosaurus
- Lusotitan
- Lycorhinus
- ليثروناكس

## م
| محتويات: | أ ب ت ث ج ح خ د ذ ر ز س ش ص ض ط ظ ع غ ف ق ك ل م ن هـ و ي - انظر أيضًا |

- Macelognathus – a sphenosuchian تمساحياتn
- Machairasaurus
- Machairoceratops
- Macrodontophion - a member of عجلانيات عرفية
- Macrogryphosaurus
- Macrophalangia – junior synonym of Chirostenotes
- «طويلة المفاصل» – اسم مُجرَّد؛ probable junior synonym of طويلة المفاصل
- Macrurosaurus
- «ألوصور» – اسم مُجرَّد
- ماجناباليا[10]
- Magnamanus
- باغاسيراتوبس
- Magnosaurus
- "Magulodon" – اسم مُجرَّد
- Magyarosaurus
- Mahakala
- ماياصورا
- ماجونغاصور
- ماجونغاصور – junior synonym of ماجونغاصور
- Malarguesaurus
- عظاءة مالاوي
- تربوصور – junior synonym of تربوصور

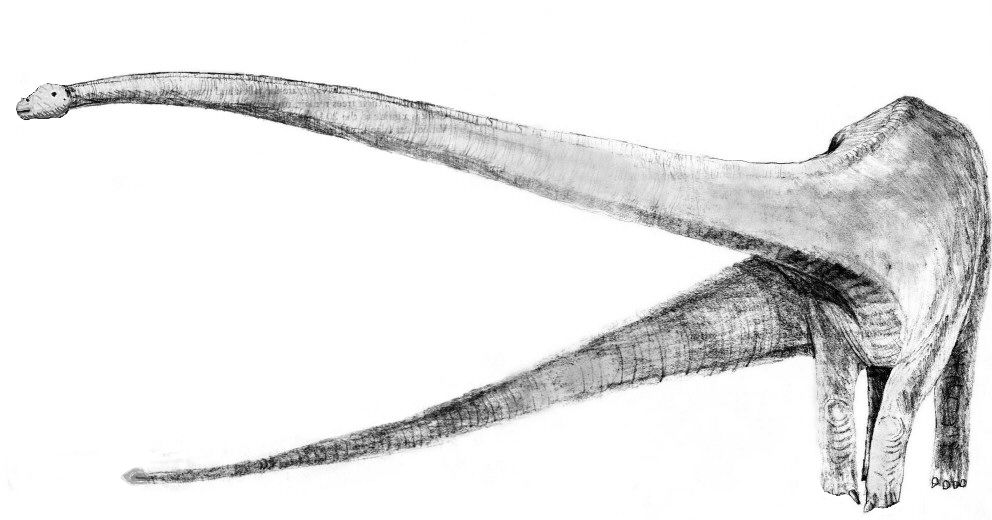
رسم للصوروبود مامنتشيصور.

- Maleevus

- مامنتشيصور
- Manidens
- Mandschurosaurus
- تيرانوصور – synonym of تيرانوصور
- Mantellisaurus
- Mantellodon[6] - possible junior synonym of Mantellisaurus
- مابوصور
- تمساح مارا – a non-dinosaurian أشباه الديناصورات
- Marisaurus
- مارماروسبونديولوس
- مارشوصور
- Martharaptor
- عظاءة الماسياكا
- طويل الفقار
- Maxakalisaurus
- Medusaceratops
- "Megacervixosaurus" – اسم مُجرَّد
- «أنشيصور» – القانون الدولي للتسمية الحيوانية name, now known as أنشيصور
- "Megadontosaurus" – اسم مُجرَّد؛ Microvenator
- ميغالوصور
- سيلوفايسز – junior synonym of سيلوفايسز
- ميغارابتور
- Mei
- ميلانوروسورس
- Mendozasaurus
- Mercuriceratops
- Meroktenos
- عظاءة متوسطة الأشواك
- "Microcephale" – اسم مُجرَّد
- "Microceratops" – القانون الدولي للتسمية الحيوانية name, now known as Microceratus
- Microceratus
- Microcoelus
- "Microdontosaurus" – اسم مُجرَّد
- Microhadrosaurus
- ميكروباكيسيفالوصور
- Microraptor
- Microvenator
- «قائمة أجناس الديناصورات» – اسم مُجرَّد
- Minmi
- Minotaurasaurus – probable junior synonym of Tarchia
- زاحفة ميراغايا
- ميريسيا
- Moabosaurus
- Mochlodon
- "Mohammadisaurus" – اسم مُجرَّد؛ Tornieria

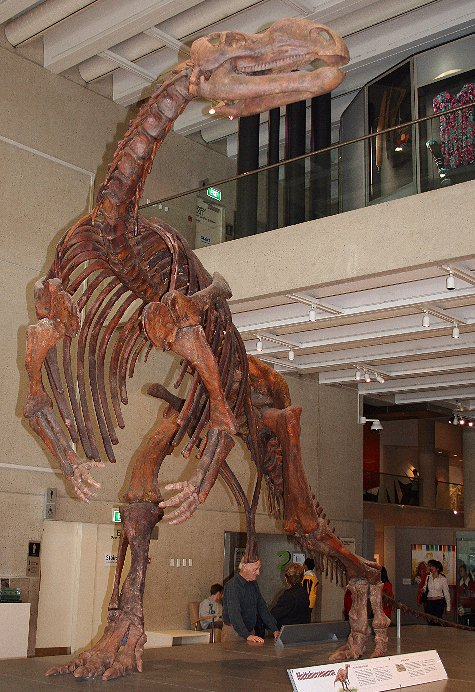
Cast of a Muttaburrasaurus skeleton.

- كازموصور – probable junior synonym of كازموصور
- Mongolosaurus
- Monkonosaurus
- Monoclonius
- عظاءة أحادية القنزعة
- «سوسية حقيقية» – القانون الدولي للتسمية الحيوانية name, now known as مخلابة أحادية
- مخلابة أحادية
- Montanoceratops
- Morelladon
- Morinosaurus
- كامراصور – junior synonym of كامراصور
- Morrosaurus
- Mosaiceratops
- «مامنتشيصور» – اسم مُجرَّد
- «جيرافاتيتان» – اسم مُجرَّد، يُحتمل أنه جيرافاتيتان
- «العظاءة متشعبة الرأس» – اسم مُجرَّد; العظاءة متشعبة الرأس
- Murusraptor
- موسوروس
- Muttaburrasaurus
- Muyelensaurus
- Mymoorapelta

## ن
| محتويات: | أ ب ت ث ج ح خ د ذ ر ز س ش ص ض ط ظ ع غ ف ق ك ل م ن هـ و ي - انظر أيضًا |

- Naashoibitosaurus
- Nambalia
- Nankangia
- Nanningosaurus
- Nanosaurus
- نانوتيرانوس – يُحتمل أنه juvenile تيرانوصور or other تيرانوصوريات[11]
- Nanshiungosaurus
- نانوكصور
- Nanyangosaurus
- Narambuenatitan
- ناسوتوسيراتوبس
- Natronasaurus
- Nebulasaurus
- "Nectosaurus" – القانون الدولي للتسمية الحيوانية name, now known as كريتوصور
- Nedcolbertia
- Nedoceratops - possible junior synonym of تريسيراتوبس
- Neimongosaurus
- "Nemegtia" – القانون الدولي للتسمية الحيوانية name, now known as Nemegtomaia
- Nemegtomaia
- عظاءة ناميغت
- "Neosaurus" – القانون الدولي للتسمية الحيوانية name, now known as Parrosaurus
- Neosodon
- Neovenator
- Neuquenraptor
- عظاءة نيوكوين
- "Newtonsaurus" – اسم مُجرَّد
- "Ngexisaurus" – اسم مُجرَّد
- نايجرصورص
- Ningyuansaurus
- Niobrarasaurus
- Nipponosaurus
- نواصور
- Nodocephalosaurus
- عظاءة مدملكة
- Nomingia

- Nopcsaspondylus
- Normanniasaurus
- Nothronychus
- Notoceratops
- نوتوكولوسيس
- Notohypsilophodon
- Nqwebasaurus

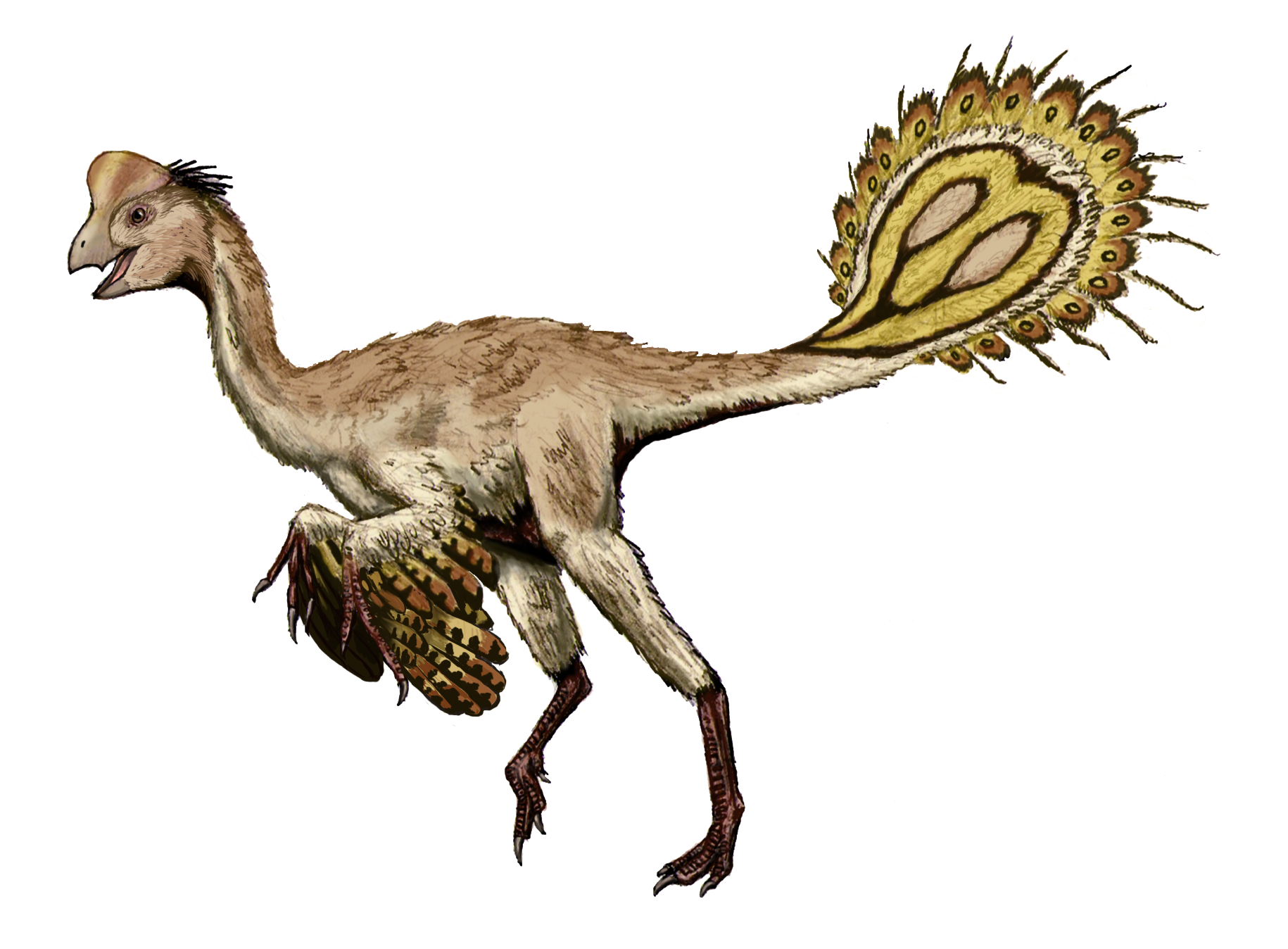
Life restoration of Nomingia.

- "Nteregosaurus" – اسم مُجرَّد؛ Janenschia
- "Nurosaurus" – اسم مُجرَّد
- Nuthetes
- Nyasasaurus – يُحتمل أنه non-dinosaurian ديناصوريات الشكل
- «العظاءة متشعبة الرأس» – اسم مُجرَّد؛ العظاءة متشعبة الرأس

## O
| محتويات: | A B C D E F G H I J K L M N O P Q R S T U V W X Y Z – See also |

- Ohmdenosaurus
- أوجوسيراتوبس - possible junior synonym of تريسيراتوبس or Eotriceratops
- أوجورابتورصور
- Oligosaurus – junior synonym of Rhabdodon
- Olorotitan
- أوميصور
- "Omosaurus" – القانون الدولي للتسمية الحيوانية name, now known as مذيلة كثيرة النقط
- Onychosaurus – synonym of Rhabdodon, or a dubious أنكيلوصورياتn
- Oohkotokia – possible junior synonym of Scolosaurus
- عظاءة خلفية التجويف – possible junior synonym of عظاءة ناميغت
- Oplosaurus
- "Orcomimus" – اسم مُجرَّد
- Orinosaurus – junior synonym (unneeded replacement name) of Orosaurus
- Orkoraptor
- ستيغوسيراس – junior synonym of ستيغوسيراس
- Ornithodesmus
- "Ornithoides" – اسم مُجرَّد؛ Saurornithoides
- Ornitholestes

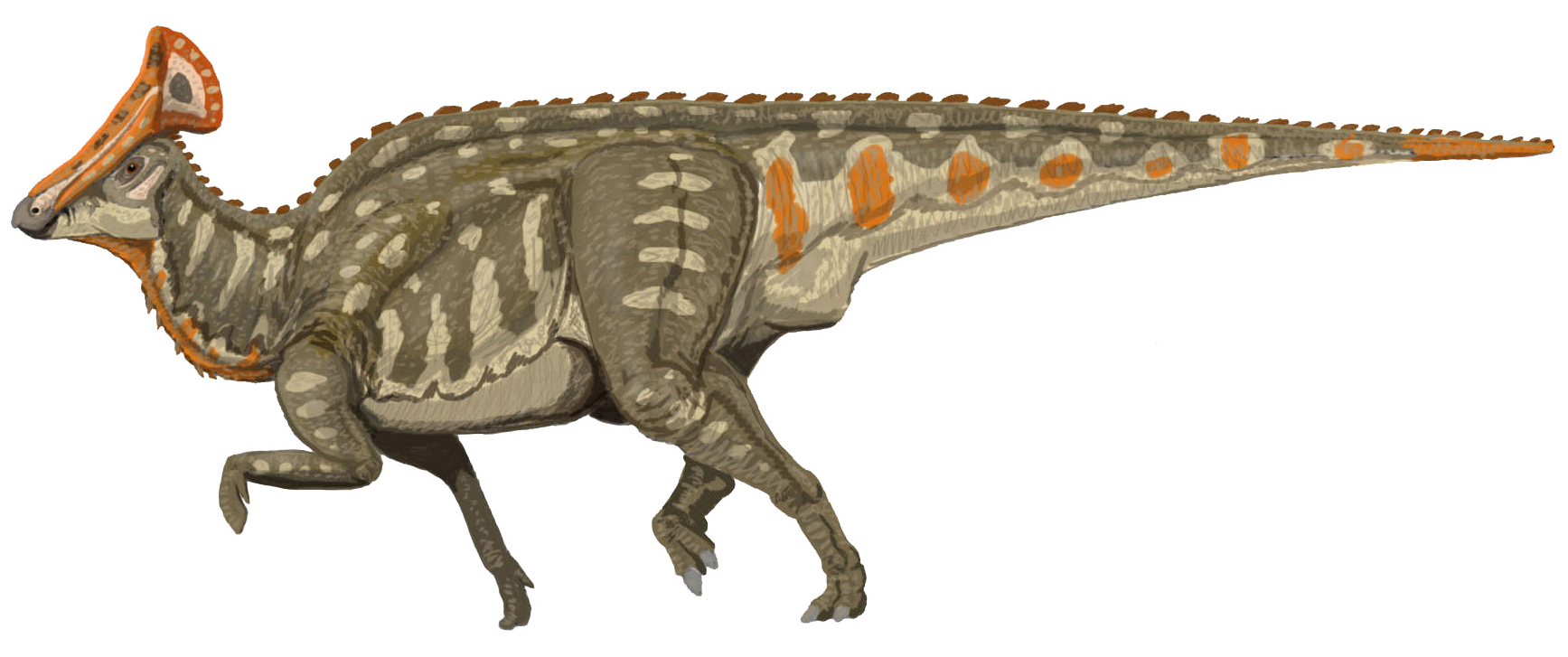
Artist's restoration of Olorotitan.

- Ornithomerus – junior synonym of Rhabdodon
- Ornithomimoides
- دروميسيوميميس
- Ornithopsis
- Ornithosuchus – a non-dinosaurian أركوصورات
- Ornithotarsus – junior synonym of Hadrosaurus
- Orodromeus
- Orosaurus – junior synonym of Euskelosaurus
- Orthogoniosaurus
- Orthomerus
- أوريكتودروميوس
- "Oshanosaurus" – اسم مُجرَّد
- Osmakasaurus[12]
- Ostafrikasaurus
- Othnielia
- Othnielosaurus
- Otogosaurus
- أوراناسورس
- Overosaurus
- أوفيرابتور
- «فيلوسيرابتور» – اسم مُجرَّد؛ فيلوسيرابتور
- Owenodon
- أوكزالايا
- Ozraptor

## Q

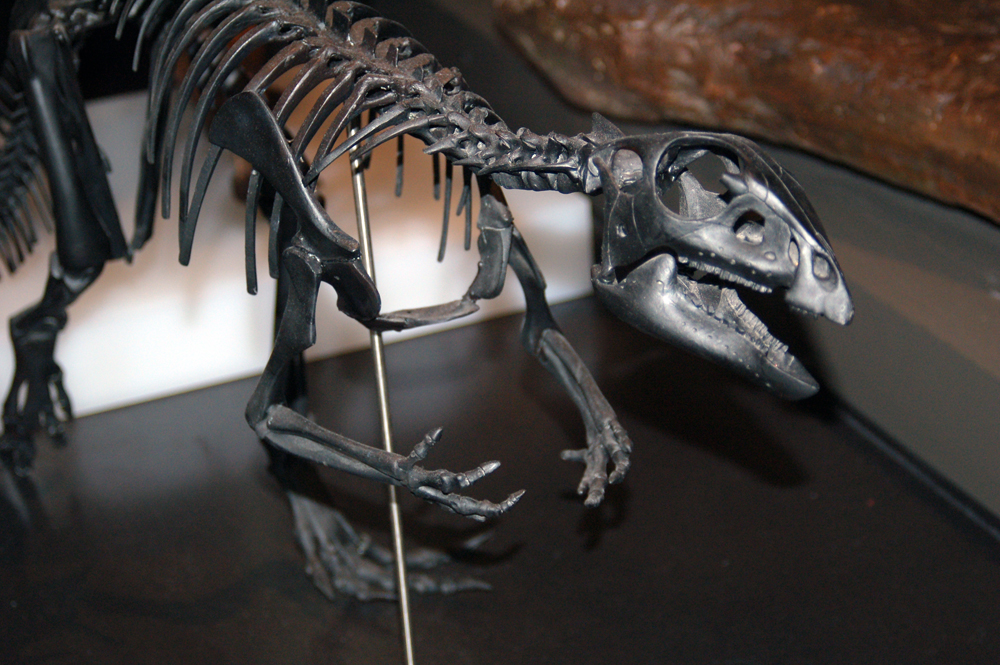
Skeletal reconstruction of Qantassaurus at the Australian Museum in Sydney.

| محتويات: | A B C D E F G H I J K L M N O P Q R S T U V W X Y Z – See also |

- Qantassaurus
- تشانزوصور
- Qiaowanlong
- Qijianglong
- Qinlingosaurus
- Qingxiusaurus
- Qiupalong
- العظاءة العجيبة
- Quetecsaurus
- Quilmesaurus

## ر
| محتويات: | أ ب ت ث ج ح خ د ذ ر ز س ش ص ض ط ظ ع غ ف ق ك ل م ن هـ و ي - انظر أيضًا |

- Rachitrema – a chimera primarily based on إكتيوصور fossils
- Rahiolisaurus
- "Rahona" – القانون الدولي للتسمية الحيوانية name, now known as راهونافيس
- راهونافيس – يُحتمل أنه طائر
- Rajasaurus
- Rapator
- رابيتوصور
- رابتوريكس
- Ratchasimasaurus
- Rativates
- Rayososaurus
- Razanandrongobe – may be a ثيروبودا or أشباه التمساحيات
- عظاءة آيت رباش
- ريجاليسيراتوبس
- Regnosaurus
- Revueltosaurus – a أشباه السوكياتn
- Rhabdodon
- Rhadinosaurus – may be non-dinosaurian, يُحتمل أنه تمساحياتn
- Rhinorex – probable junior synonym of جريبوصور
- Rhodanosaurus – junior synonym of Struthiosaurus
- Rhoetosaurus
- Rhopalodon – a مندمجات الأقواس
- Riabininohadros
- ريتشاردوستيزيا

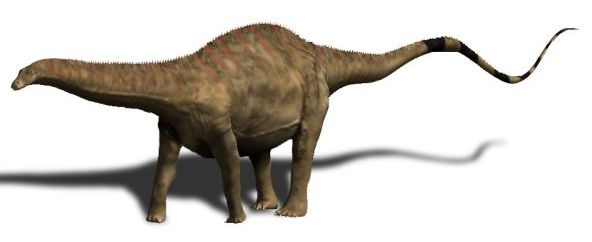
Life restoration of عظاءة آيت رباش.

- "Rileya" – القانون الدولي للتسمية الحيوانية name, now known as Rileyasuchus
- Rileyasuchus – a عظاءة نباتية
- Rinchenia
- Rinconsaurus
- سيلوفايسز – junior synonym of سيلوفايسز
- «تورياصور»[13] - اسم مُجرَّد؛ تورياصور
- ريوجاسورس
- Riojasuchus – a non-dinosaurian أركوصورات
- Rocasaurus
- «ميلانوروسورس» – اسم مُجرَّد؛ ميلانوروسورس
- ستيراكوصور
- Ruehleia
- Rugocaudia
- Rugops
- Rukwatitan
- Ruyangosaurus

## س
| محتويات: | أ ب ت ث ج ح خ د ذ ر ز س ش ص ض ط ظ ع غ ف ق ك ل م ن هـ و ي - انظر أيضًا |

- Sahaliyania
- Saichania
- Saldamosaurus
- «جيرافاتيتان» – اسم مُجرَّد، يُحتمل أنه جيرافاتيتان
- عظاءة سالتا
- سالتيبوس – يُحتمل أنه non-dinosaurian أشباه الديناصورات
- "Saltriosaurus" – اسم مُجرَّد
- «أورنيثوميموصوريات» – اسم مُجرَّد
- "Sangonghesaurus" – اسم مُجرَّد
- Sanjuansaurus
- Sanpasaurus
- Santanaraptor
- Sarahsaurus
- لص اللحم
- Sarcosaurus
- Sarmientosaurus
- ساتورنية
- Sauraechinodon – junior synonym of Echinodon
- سورولوفس
- Sauroniops
- صوروبلتا
- صوروفاغانكس
- «كاسكادي» – القانون الدولي للتسمية الحيوانية name, now known as صوروفاغانكس
- Sauroplites
- Sauroposeidon
- Saurornithoides
- صورورنيثوليستس
- Savannasaurus
- مجنحة متسلقة
- Scaphonyx – a عظائيات منقارية
- عظاءة الأطراف
- Scipionyx
- Sciurumimus[14]
- متصلب المرتكز – a non-dinosaurian مشطيات القدم الطيريةn
- Scolosaurus

- سكوتيللوصور
- Secernosaurus
- Sefapanosaurus
- Segisaurus
- Segnosaurus

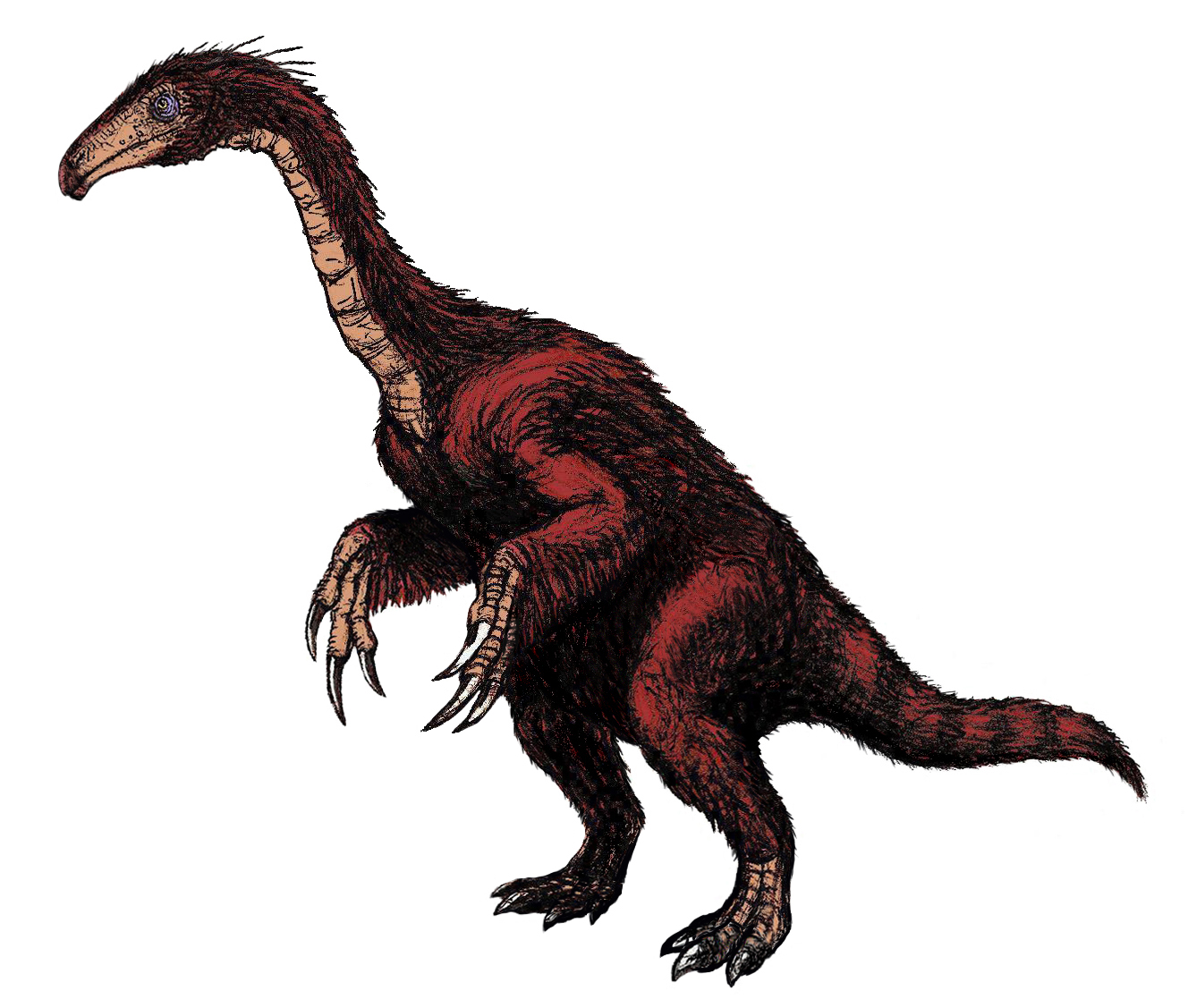
Artist's restoration of Segnosaurus.

- ديبلودوكس – junior synonym of ديبلودوكس
- سايتاد
- «العظاءة متشعبة الرأس» – اسم مُجرَّد؛ العظاءة متشعبة الرأس
- Sellacoxa
- عظاءة مسطحة – junior synonym of عظاءة مسطحة
- Serendipaceratops
- Shamosaurus
- Shanag
- تربوصور – junior synonym of تربوصور
- شانتونجوصور
- Shanxia – probable junior synonym of Saichania
- Shanyangosaurus
- الاشانسور
- Shenzhousaurus
- Shidaisaurus
- Shixinggia
- Shuangmiaosaurus
- شونوصور
- Shuvosaurus – a تمساحيات راوn
- شوفويا
- Siamodon
- Siamodracon
- سياموصورس  [لغات أخرى]‏
- Siamotyrannus
- Siats
- Sibirosaurus
- سيجيلماساصور
- سيليصور – a سيليصوريات
- Siluosaurus
- Silvisaurus
- Similicaudipteryx
- Sinocalliopteryx
- سينوسيراتوبس
- Sinocoelurus
- Sinopeltosaurus
- Sinornithoides
- ساينورنيثوميمس
- Sinornithosaurus
- Sinosauropteryx
- سينوصور
- Sinotyrannus
- الصياد الصيني
- Sinraptor
- Sinusonasus
- Sirindhorna

- Skorpiovenator

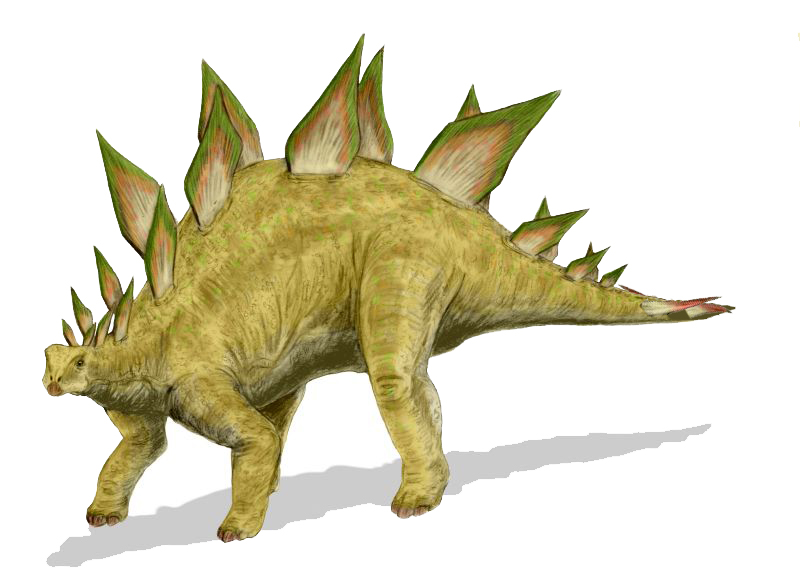
Life restoration of ستيغوصور.

- "Smilodon" – القانون الدولي للتسمية الحيوانية name, now known as Zanclodon
- Sonidosaurus
- Sonorasaurus
- سفيروثولس
- Sphenosaurus – a non-dinosaurian زواحف
- Sphenospondylus
- Spiclypeus
- سبينوفوروصور
- Spinops
- سبينوصور
- Spinostropheus
- Spinosuchus – a non-dinosaurian زواحف
- فقارية الجسم – يُحتمل أنه تمساحيات راوn
- إسكوالودون – a حيتانياتn
- ستوريكوصور
- ستيغوسيراس
- Stegopelta
- Stegosaurides
- ستيغوصور
- Stenonychosaurus – junior synonym of ترودون
- Stenopelix
- ستيجيمولوك – junior synonym of ستيجيمولوك
- Stephanosaurus – junior synonym of لامبيوصور
- "Stereocephalus" – القانون الدولي للتسمية الحيوانية name, now known as يوبلوسيفالس
- تريسيراتوبس – junior synonym of تريسيراتوبس
- Stokesosaurus
- ليسوتوسورس
- ريوجاسورس – junior synonym of ريوجاسورس
- Streptospondylus
- ستروثيوميمس
- Struthiosaurus
- ستيجيمولوك – يُحتمل أنه sub-adult باكيسيفالوصور
- تيرانوصور – junior synonym of تيرانوصور
- ستيراكوسوروس
- Succinodon – مستحاثةized رخويات borings
- سوكوميمس
- Suchosaurus – originally described as a تمساح، a سبينوصوريات
- Suchoprion – a عظاءة نباتية
- "Sugiyamasaurus" – اسم مُجرَّد

- Sulaimanisaurus
- سوبرصور
- سوواسيا
- Suzhousaurus

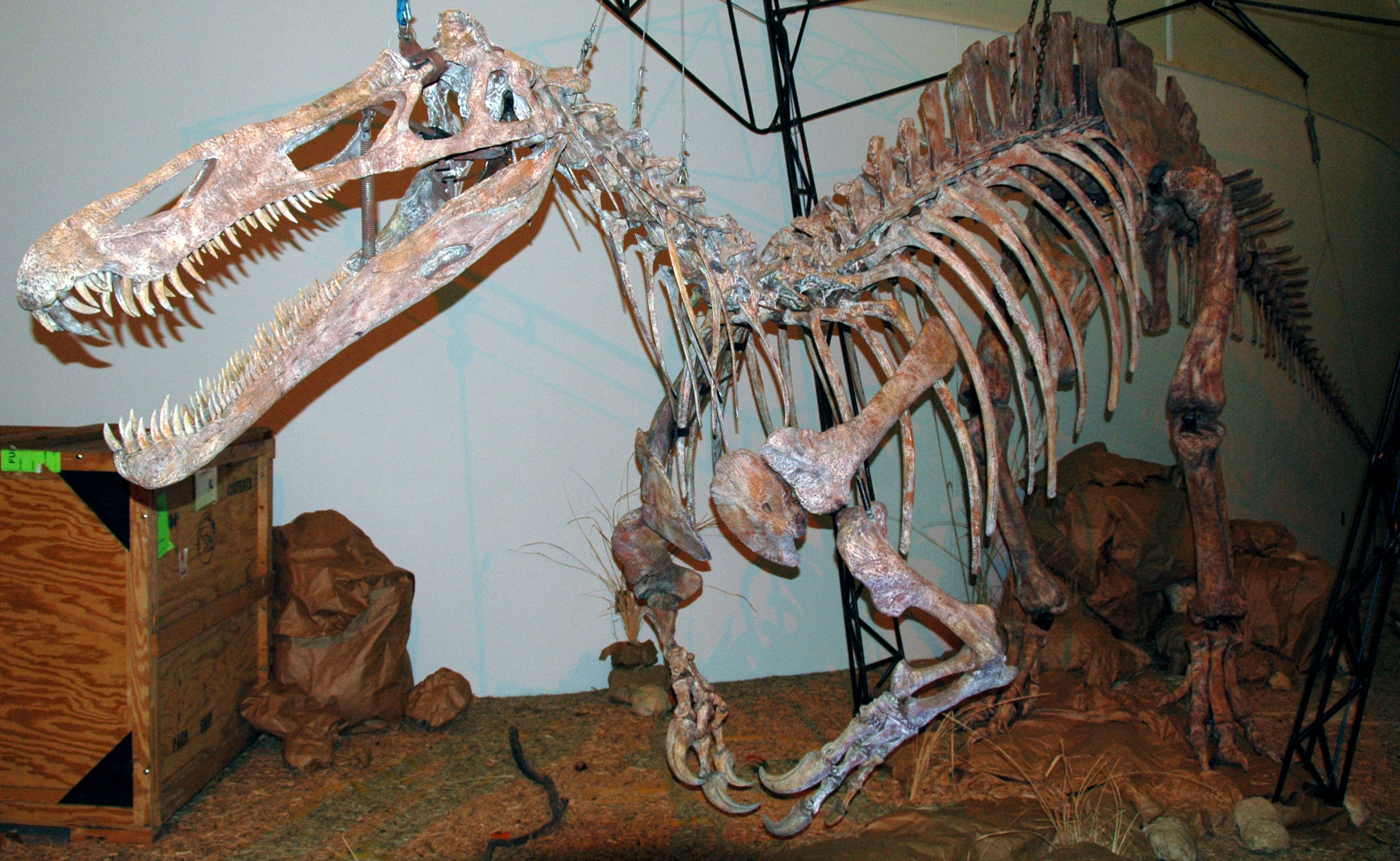
Skeleton of سوكوميمس.

- Symphyrophus – junior synonym of Camptosaurus
- Syngonosaurus - junior synonym of أكانثوفوليس
- «سيلوفايسز» – القانون الدولي للتسمية الحيوانية name, renamed Megapnosaurus which is now a junior synonym of سيلوفايسز
- بيناكوصور – junior synonym of بيناكوصور
- Szechuanosaurus

## ت
| محتويات: | أ ب ت ث ج ح خ د ذ ر ز س ش ص ض ط ظ ع غ ف ق ك ل م ن هـ و ي - انظر أيضًا |

- Tachiraptor
- Talarurus
- Talenkauen
- تالوس (ديناصور)
- Tambatitanis
- Tangvayosaurus
- Tanius
- Tanycolagreus
- طويلة المفاصل – a عظائيات أولية
- Tanystrosuchus
- Taohelong
- Tapinocephalus – a ثيرابسيد
- عظاءة تابويا
- Tarascosaurus
- تربوصور
- Tarchia
- Tastavinsaurus
- Tatankacephalus
- Tatankaceratops - probable junior synonym of تريسيراتوبس
- عظاءة تطاوين
- Tatisaurus
- Taurovenator
- Taveirosaurus
- Tawa
- Tawasaurus
- Tazoudasaurus
- Technosaurus – a سيليصوريات
- Tecovasaurus – a non-dinosaurian شبيهات الأركوصورات
- Tehuelchesaurus
- Teinurosaurus
- كاملة الحق – a basal مشطيات القدم الطيرية
- Telmatosaurus
- "Tenantosaurus" – اسم مُجرَّد؛ Tenontosaurus
- "Tenchisaurus" - اسم مُجرَّد؛ an unpublished museum name for Tianchisaurus
- Tendaguria
- Tenontosaurus
- تيراتوفونيس
- تمساح عجيب – a non-dinosaurian أركوصورات
- Termatosaurus – a عظاءة نباتية
- Tethyshadros
- لامبيوصور – junior synonym of لامبيوصور

- Texacephale
- Texasetes
- ستوريكوصور
- Thecocoelurus
- عظاءة سنخية الأسنان
- قرابي الفقار
- Theiophytalia
- عظاءة منجلية
- إغوانادون
- ثيسيلوصور
- Thespesius
- "Thotobolosaurus" – اسم مُجرَّد
- Tianchisaurus

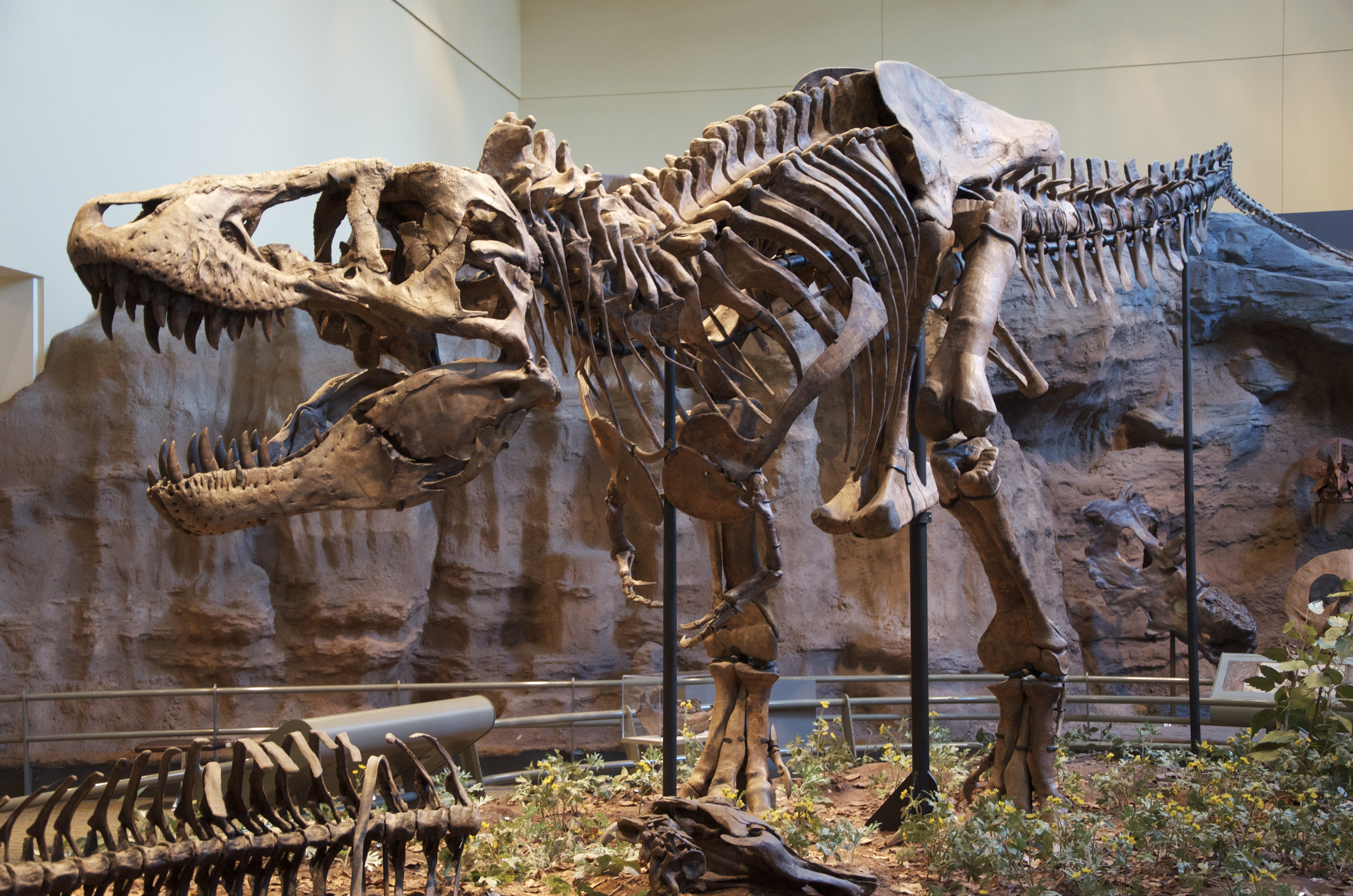
Skeleton of تيرانوصور at the متحف كارنيجي للتاريخ الطبيعي.

- "Tianchungosaurus" – اسم مُجرَّد؛ Dianchungosaurus (تمساحياتn)
- Tianyulong
- Tianyuraptor
- Tianzhenosaurus – probable junior synonym of Saichania
- Tichosteus
- Tienshanosaurus
- Timimus
- Timurlengia
- Titanoceratops
- تيتانوصور
- "Titanosaurus" – القانون الدولي للتسمية الحيوانية name, now known as Atlantosaurus
- Tochisaurus
- "Tomodon" – القانون الدولي للتسمية الحيوانية name, now known as Diplotomodon
- Tonganosaurus
- Tongtianlong
- "Tonouchisaurus" – اسم مُجرَّد
- Torilion – junior synonym of Barilium
- Tornieria
- توروصور
- تورفوصور
- Tototlmimus
- Trachodon
- Traukutitan
- Trialestes – a basal أشباه التمساحيات
- "Triassolestes" – القانون الدولي للتسمية الحيوانية name, now known as Trialestes
- طويلة المفاصل – طويلة المفاصل، a عظائيات أولية أشباه الأركوصورات
- تريسيراتوبس
- العظاءة المثلثة
- Trimucrodon
- Trinisaura
- ترودون
- Tsaagan
- Tsagantegia
- Tsintaosaurus
- Tugulusaurus
- Tuojiangosaurus
- Turanoceratops
- تورياصور
- Tylocephale
- باكيسيفالوصور – synonym of باكيسيفالوصور
- تيرانوصور
- زاحف طاغي

## ي
| محتويات: | أ ب ت ث ج ح خ د ذ ر ز س ش ص ض ط ظ ع غ ف ق ك ل م ن هـ و ي - انظر أيضًا |

- Uberabatitan
- Udanoceratops

Illustration of the skull of Udanoceratops.

- تريسيراتوبس – junior synonym of تريسيراتوبس
- إدمونتوصور
- كامراصور – junior synonym of كامراصور
- سوبرصور – junior synonym of سوبرصور
- Ultrasaurus
- «سوبرصور» – القانون الدولي للتسمية الحيوانية name, renamed سوبرصور which is now a junior synonym of سوبرصور
- Umarsaurus – اسم مُجرَّد؛ Barsboldia
- أونايصور
- يونينلاجيا
- Unescoceratops
- "Unicerosaurus" – اسم مُجرَّد؛ a سمك
- Unquillosaurus
- Urbacodon
- Utahceratops
- يوتارابتور
- Uteodon[12]

## V
| محتويات: | A B C D E F G H I J K L M N O P Q R S T U V W X Y Z – See also |

- Vagaceratops
- Vahiny
- Valdoraptor
- Valdosaurus
- Variraptor

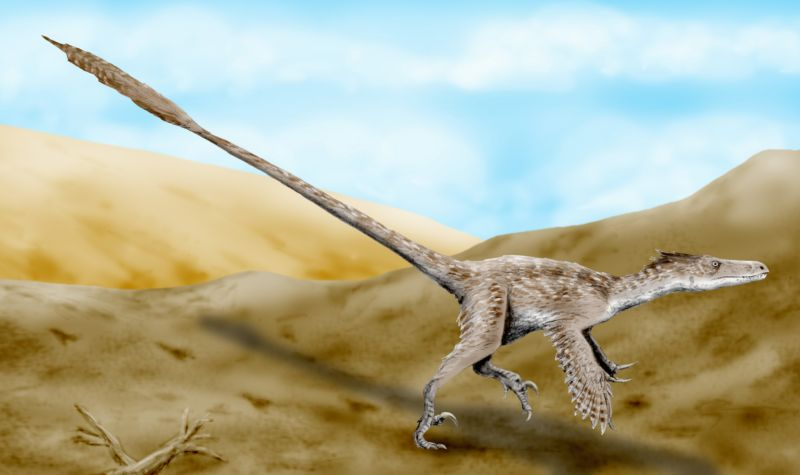
Life restoration of فيلوسيرابتور.

- Vectensia – junior synonym of زاحفة عديدة الأشواك
- Vectisaurus
- Velafrons
- Velocipes
- فيلوسيرابتور
- عظاءة سريعة
- Venaticosuchus – a non-dinosaurian أركوصورات
- Venenosaurus
- Veterupristisaurus
- Viavenator
- Vitakridrinda
- Vitakrisaurus
- Volkheimeria
- فولكانودون

## و
| محتويات: | أ ب ت ث ج ح خ د ذ ر ز س ش ص ض ط ظ ع غ ف ق ك ل م ن هـ و ي - انظر أيضًا |

- Wadhurstia – junior synonym of Hypselospinus
- Wakinosaurus
- Walgettosuchus
- "Walkeria" – القانون الدولي للتسمية الحيوانية name, now known as ألوالكريا
- "Walkersaurus" – اسم مُجرَّد؛ Duriavenator

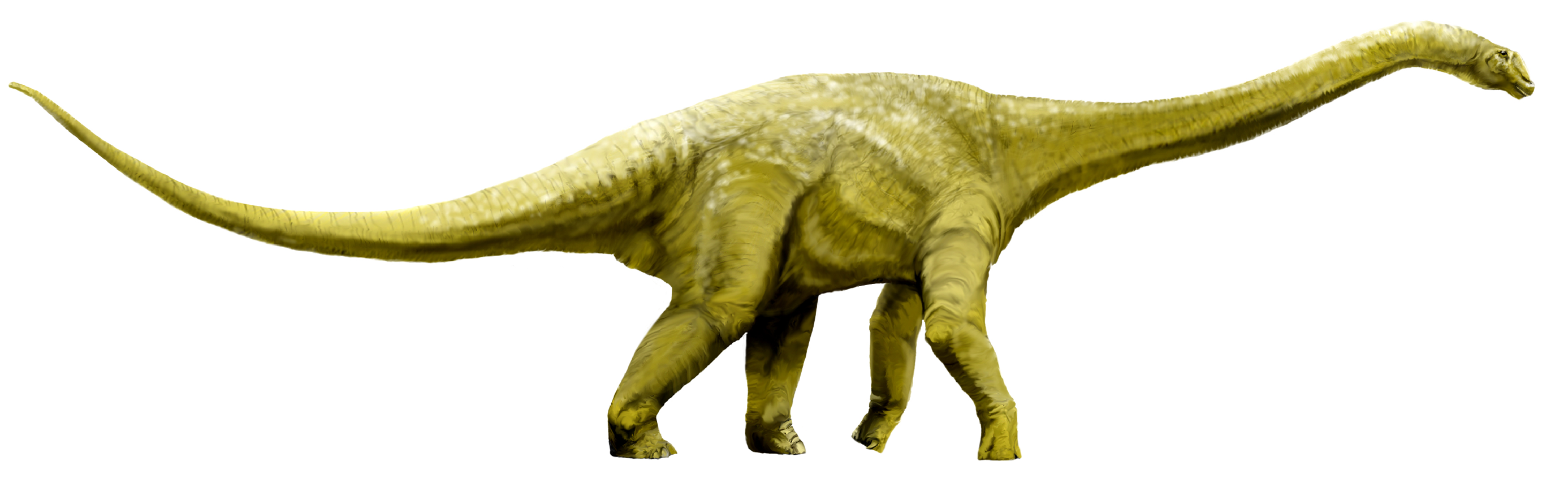
Artist's restoration of Wintonotitan.

- «جيرافاتيتان» – اسم مُجرَّد, يُحتمل أنه جيرافاتيتان
- Wannanosaurus
- Wellnhoferia – a bird, possible junior synonym of the bird أركيوبتركس
- Wendiceratops
- Wiehenvenator
- Willinakaqe[15]
- Wintonotitan
- Wuerhosaurus
- Wulagasaurus
- Wulatelong
- Wyleyia – يُحتمل أنه طائر
- «ألوصور» – اسم مُجرَّد

## ز
| محتويات: | أ ب ت ث ج ح خ د ذ ر ز س ش ص ض ط ظ ع غ ف ق ك ل م ن هـ و ي - انظر أيضًا |

- Xenoceratops
- Xenoposeidon
- Xenotarsosaurus
- Xianshanosaurus
- Xiaosaurus

- عظاءة شياوتنغ
- Xinjiangovenator
- Xinjiangtitan
- Xiongguanlong
- Xixianykus
- عظاءة شیشیا
- Xixiposaurus
- Xuanhanosaurus
- Xuanhuaceratops

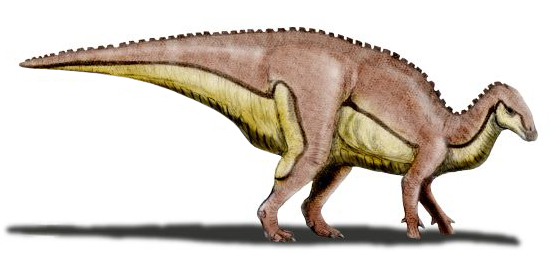
Artist's restoration of Xuwulong.

- "Xuanhuasaurus" – اسم مُجرَّد؛ Xuanhuaceratops
- Xuwulong[16]

## Y
| محتويات: | A B C D E F G H I J K L M N O P Q R S T U V W X Y Z – See also |

- أنشيصور – junior synonym of أنشيصور
- Yamaceratops
- Yandusaurus
- Yangchuanosaurus

- Yaverlandia

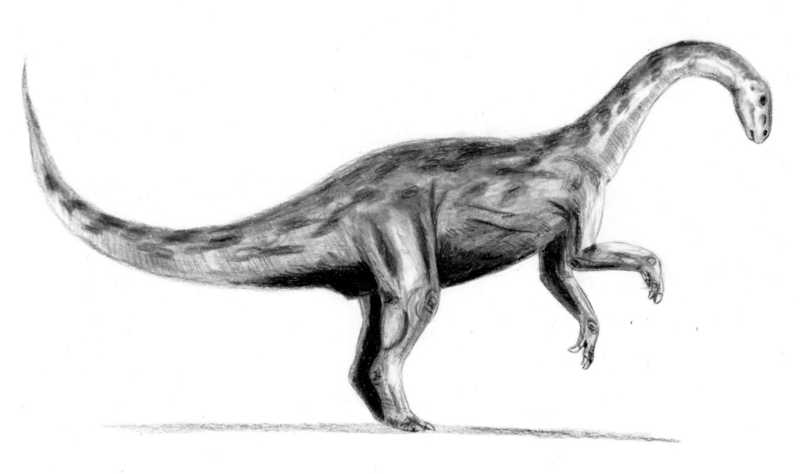
Artist's restoration of Yunnanosaurus.

- "Yezosaurus" – اسم مُجرَّد؛ a موزاصوريات
- ديناصور يي
- "Yibinosaurus" – اسم مُجرَّد
- Yimenosaurus
- Yingshanosaurus
- Yinlong
- عظاءة ييكسيان
- "Yizhousaurus" – اسم مُجرَّد[17]
- Yongjinglong
- "Yuanmouraptor" – اسم مُجرَّد
- Yuanmousaurus
- Yueosaurus
- Yulong
- Yunganglong
- Yunmenglong
- Yunnanosaurus
- "Yunxianosaurus" – اسم مُجرَّد
- Yurgovuchia
- يوتيرانوس

## Z
| محتويات: | A B C D E F G H I J K L M N O P Q R S T U V W X Y Z – See also |

- Zalmoxes
- عظاءة الزنبازار
- Zanclodon – non-dinosaurian
- عظاءة سابالا
- Zapsalis
- Zaraapelta
- Zatomus – a non-dinosaurian أركوصورات
- زيباي
- Zephyrosaurus

- Zhanghenglong
- Zhejiangosaurus
- Zhenyuanlong
- Zhongornis

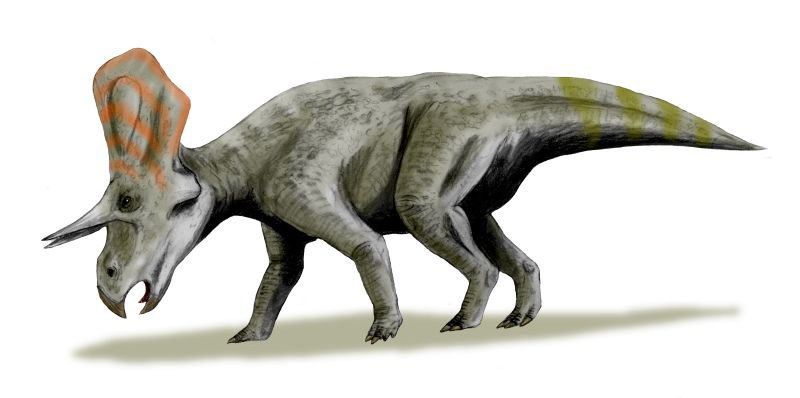
Life restoration of Zuniceratops.

- Zhongyuansaurus – probable junior synonym of Gobisaurus
- Zhuchengceratops
- شانتونجوصور - junior synonym of شانتونجوصور
- زوكينجتيرانيوس
- Ziapelta
- Zigongosaurus
- Zizhongosaurus
- Zuniceratops
- قائمة أجناس الديناصورات
- Zuolong
- Zuoyunlong
- عظاءة السوباي
- زول

## وصلات خارجية
- قLambert, D. (1993). "A to Z of Dinosaurs" In: The Ultimate Dinosaur Book. Dorling Kindersley, 192 pp. ISBN 0-7513-0047-0
- Olshevsky, G. (1995 onwards). Dinosaur Genera List نسخة محفوظة 15 يوليو 2011 على موقع واي باك مشين.. Retrieved July 30, 2013.
- Walters, M. & J. Paker (1995). Dictionary of Prehistoric Life. Claremont Books. ISBN 1-85471-648-4.
- Weishampel, D.B., P. Dodson & H. Osmólska (eds.) (2004). The Dinosauria, Second Edition. University of California Press, 861 pp. ISBN 0-520-24209-2.